# Museo di zoologia Pietro Doderlein
Il museo "Pietro Doderlein" è un museo universitario di zoologia di Palermo. È il più importante museo zoologico siciliano ed è dedicato al professore Pietro Doderlein, che lo fondò nel 1863.
Il museo, diviso in varie sottosezioni, ospita oltre 5000 esemplari, esposti rigorosamente per ordine filogenetico, molti dei quali appartenenti a specie oramai estinte in Italia ed in Sicilia, come ad esempio lo Storione (Acipenser sturio), il Gufo reale (Bubo bubo), il Lupo siciliano (Canis lupus cristaldii), il Pollo sultano (Porphyrio porphyrio) e il Grifone (Gyps fulvus) (queste ultime due specie oggi presenti nella regione grazie a progetti di reintroduzione). È possibile vedere taxa endemici rari, come la Coturnice di Sicilia (Alectoris graeca whitakeri), o protette come l'Aquila reale (Aquila chrysaetos), il Capovaccaio (Neophron percnopterus), la Tartarughe marina (Caretta caretta) e tante altre specie.

## Storia
Dopo aver insegnato all'Università di Modena, nel 1862 Pietro Doderlein fu nominato professore di zoologia ed anatomia comparata presso l'Università di Palermo. Contestualmente al lavoro di insegnante, Doderlein si assunse anche il compito di organizzare il museo di storia naturale della città. All'epoca a Palermo era già presente un piccolo museo, la cui sede si trovava presso il Collegio Massimo dei Gesuiti, ma le poche specie che possedeva erano ormai in pessime condizioni, infestate dai tarli, per cui Doderlein preferì gettare il tutto e ricominciare da capo. Per garantire una perfetta conservazione delle specie, Doderlein e gli altri studiosi intervennero con un trattamento chimico segreto che ebbe grande successo, ma la cui formula è oggi perduta. L'opera fu compiuta in circa trent'anni e il museo venne suddiviso in sottosezioni: ittiologica, erpetologica, ornitologica, malacologica, entomologica e mammologica. Il museo venne spostato nella sede attuale nel 1913, per volontà dell'allora direttore Raffaele.

## Collezioni

### Collezione ittiologica

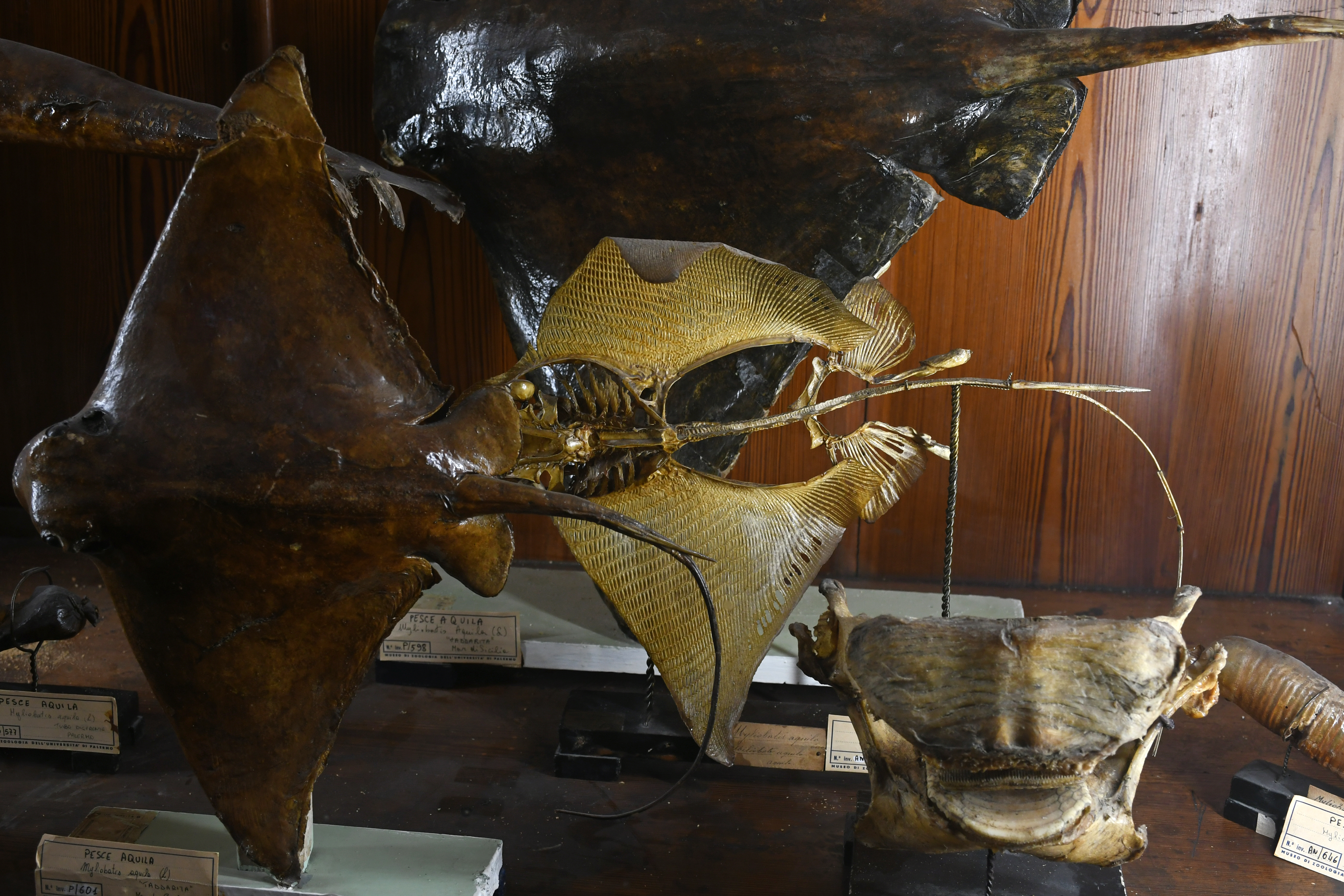
Scheletri ed esemplari interi di aquile di mare

Rappresenta l'eredità di maggior valore storico-scientifico lasciata da Doderlein. Fu la prima ad essere iniziata fin dal 1862 e resta ancora oggi una delle più complete del suo genere in Italia. Si tratta di circa 1100 esemplari di pesci preparati a secco o in liquido. La collezione in liquido, quasi 400 esemplari, di particolare interesse per la presenza di numerose specie di pesci di profondità, insieme a un nucleo di pesci marini e d'acqua dolce del continente americano, che testimoniano gli scambi internazionali con altri musei e studiosi.
I 700 esemplari di pesci cartilaginei (squali e razze) e ossei sono esposti nelle grandi vetrine perimetrali. Interessanti sono poi tutti i pesci che testimoniano l'ingresso nel Mediterraneo di specie alloctone (attraverso il canale di Suez). La presenza di esemplari del mar Rosso, come i Pesci Istrice (Tetraodontidi), permette di documentare, a ritroso nel tempo, l'inizio della migrazione di organismi tropicali nel Mediterraneo.
Degna di nota è la particolare preparazione degli esemplari. Il laboratorio ottocentesco riuscì a mettere a punto una tecnica di imbalsamazione dei pesci che non ha eguali in altre istituzioni museali italiane ed europee. È infatti insolito trovare pesci imbalsamati, con tecniche analoghe a quelle dei mammiferi e degli uccelli. Il segreto, purtroppo perduto, doveva essere nella concia della fragile pelle dei pesci, fatta con sostanze chimiche conservanti particolari che hanno mantenuto intatte le preparazioni per più di centocinquanta anni.

La collezione ittiologica
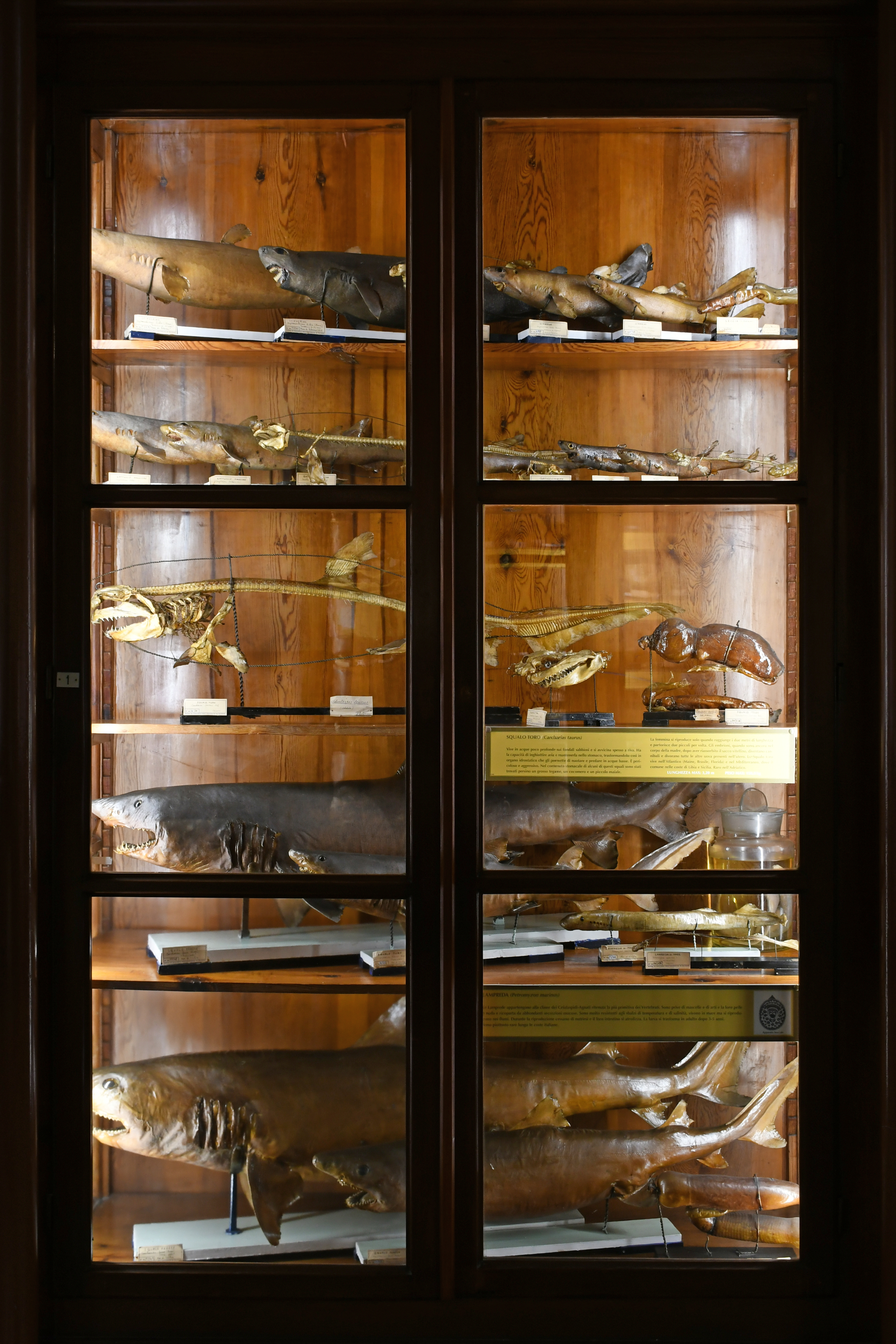
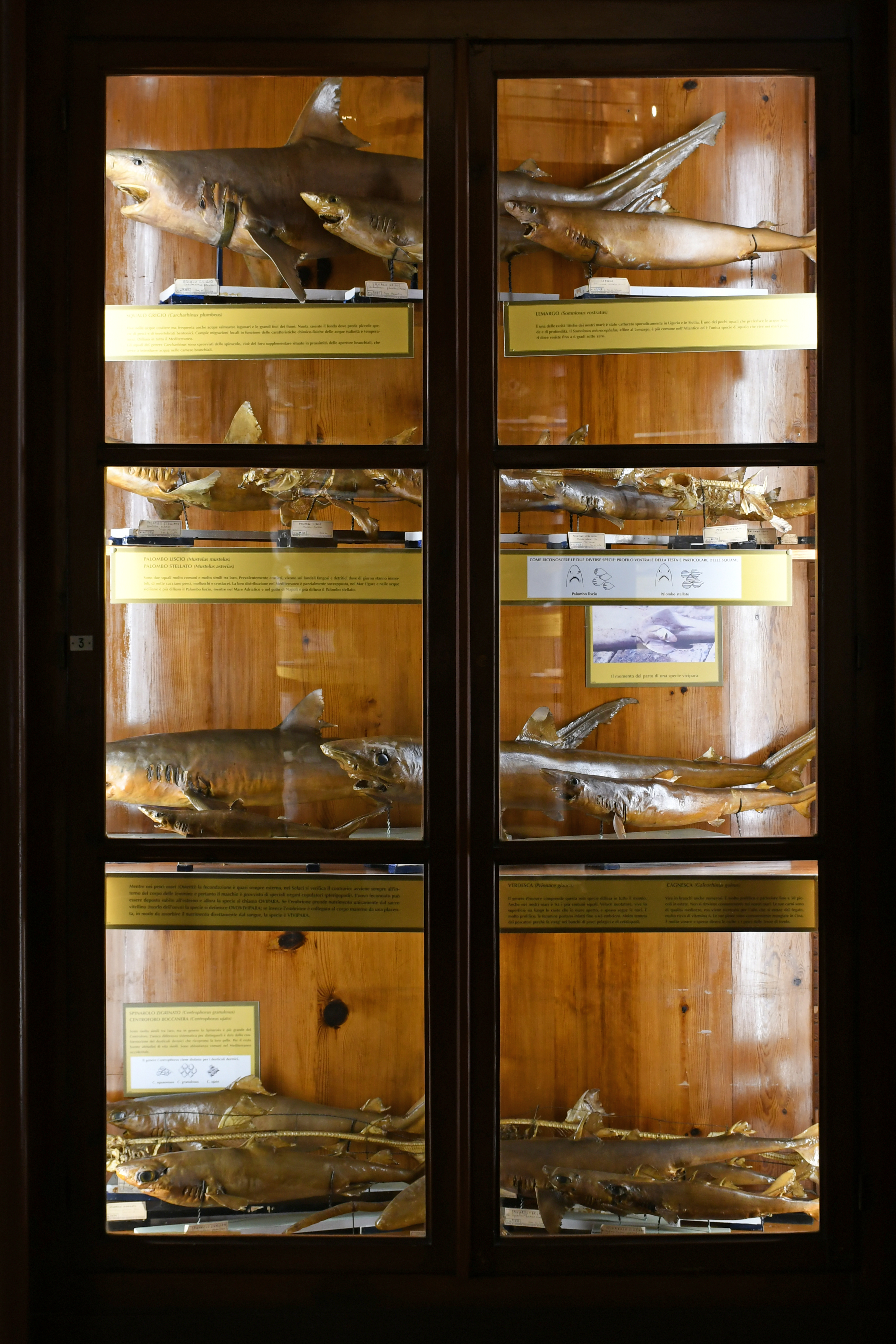
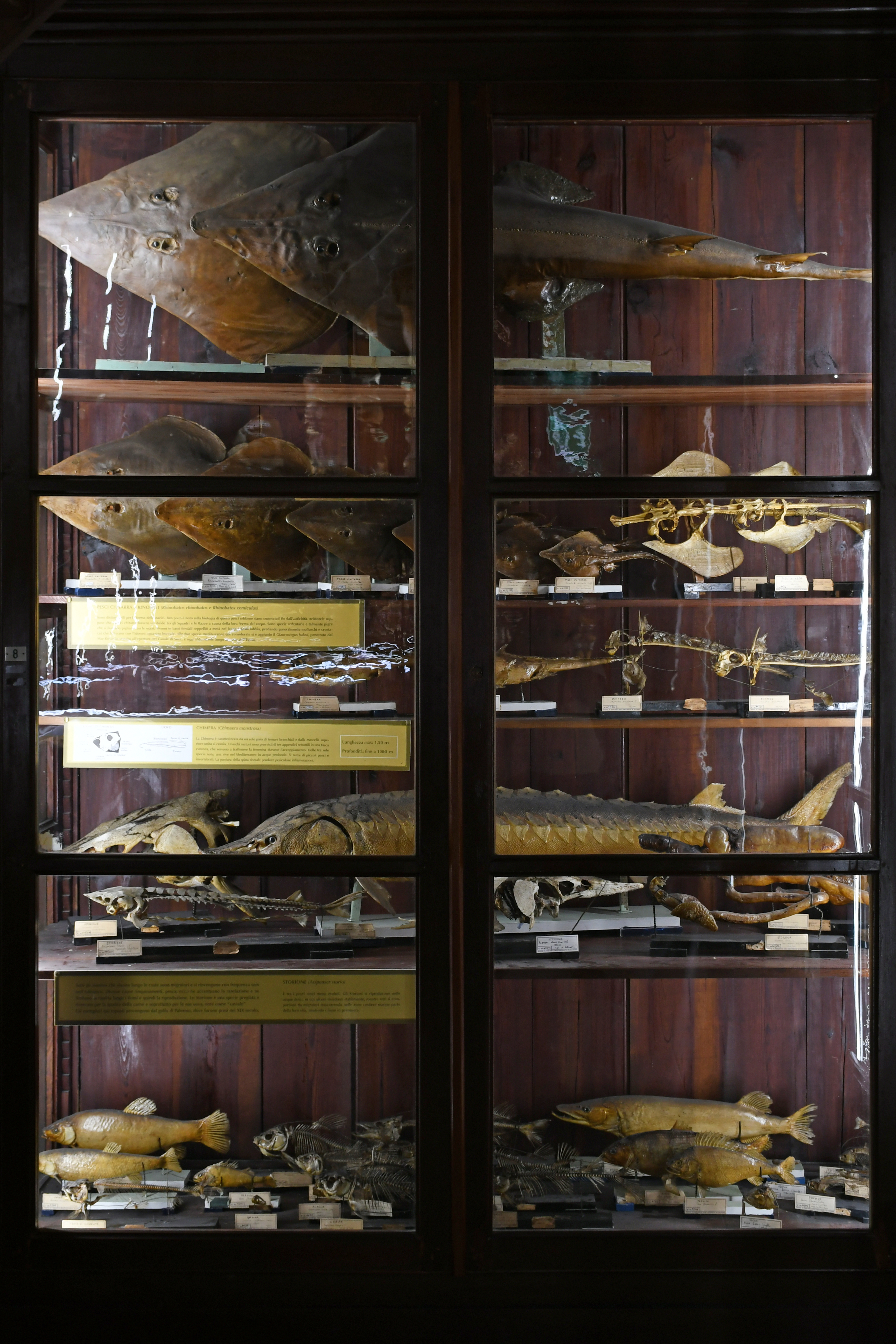
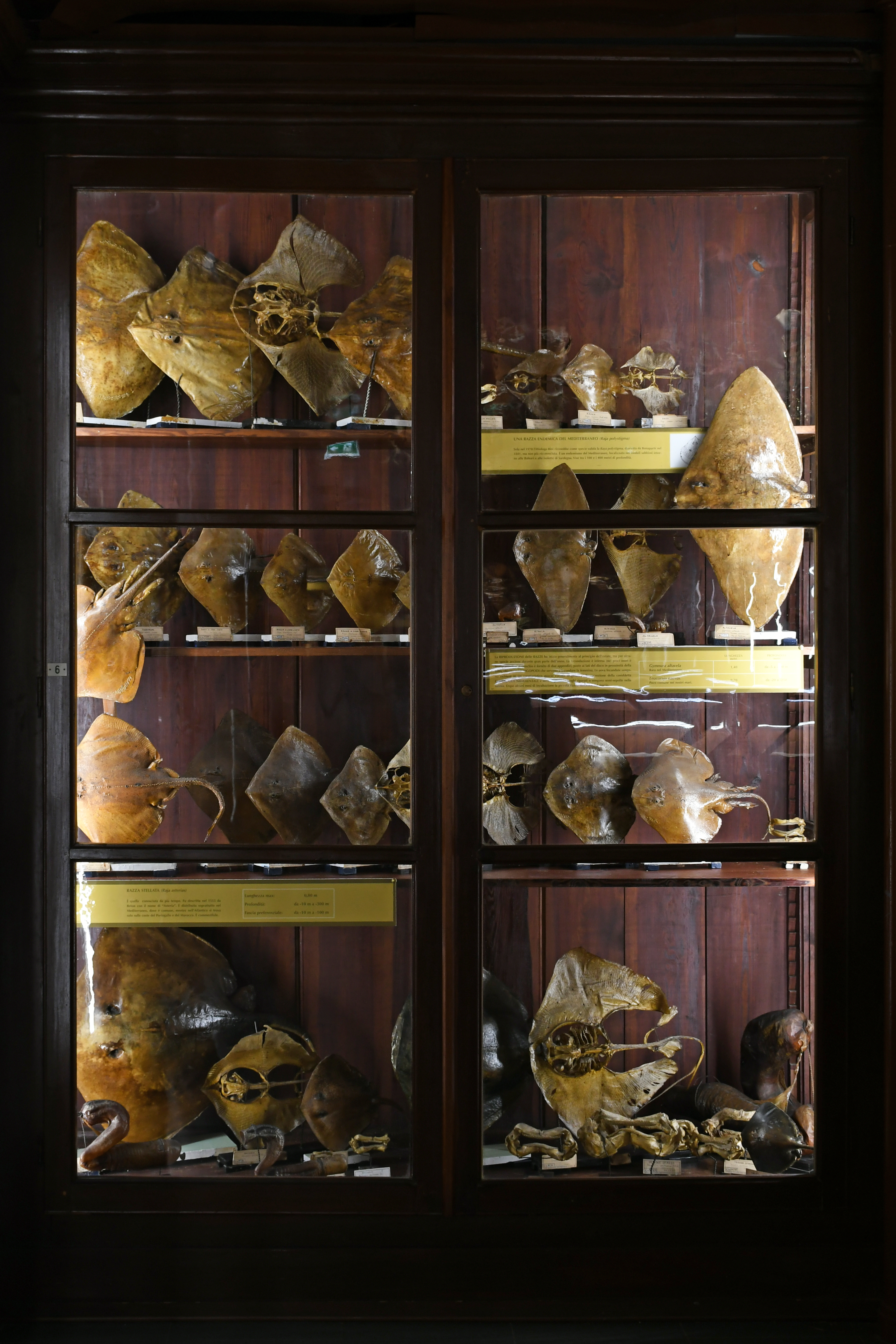
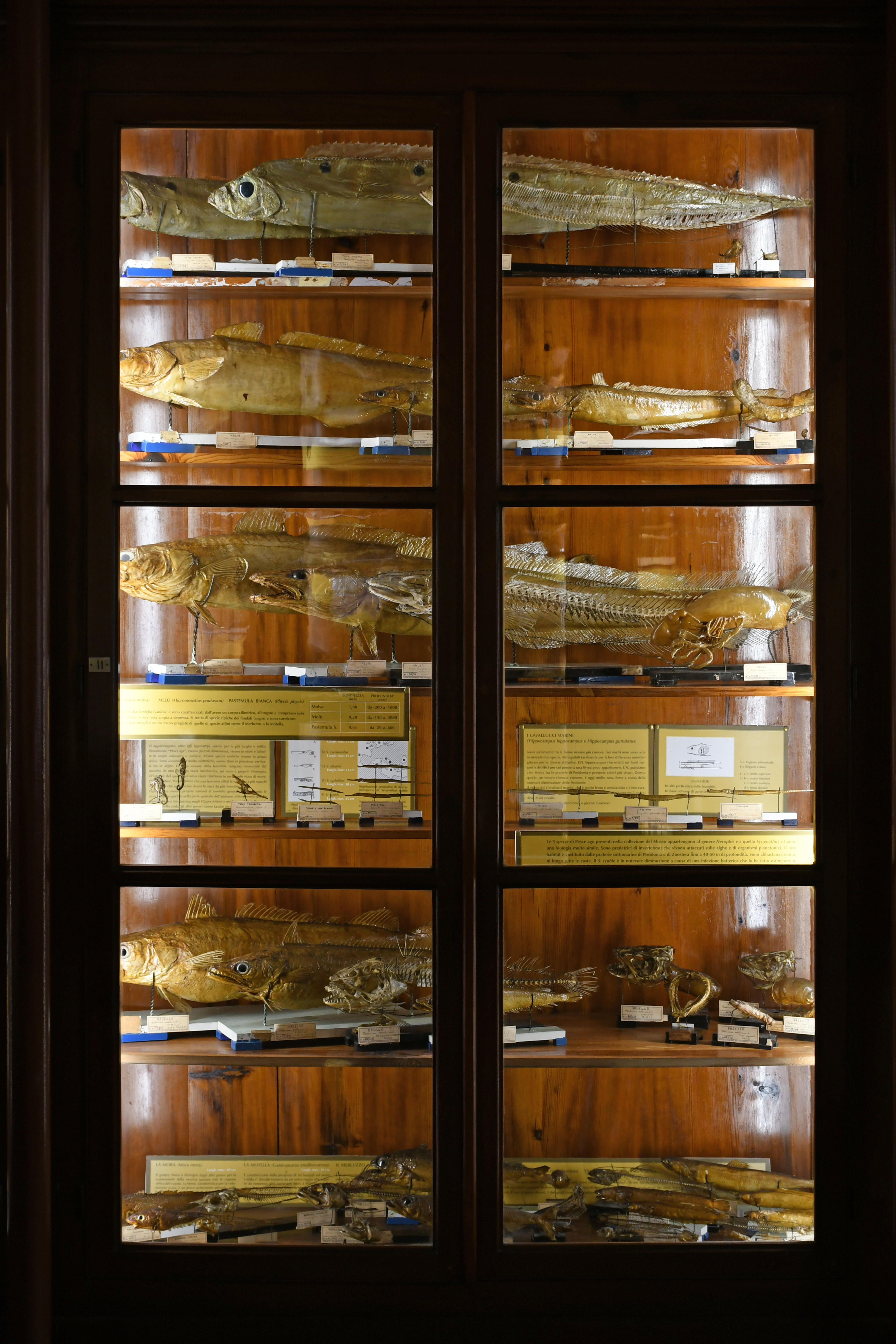
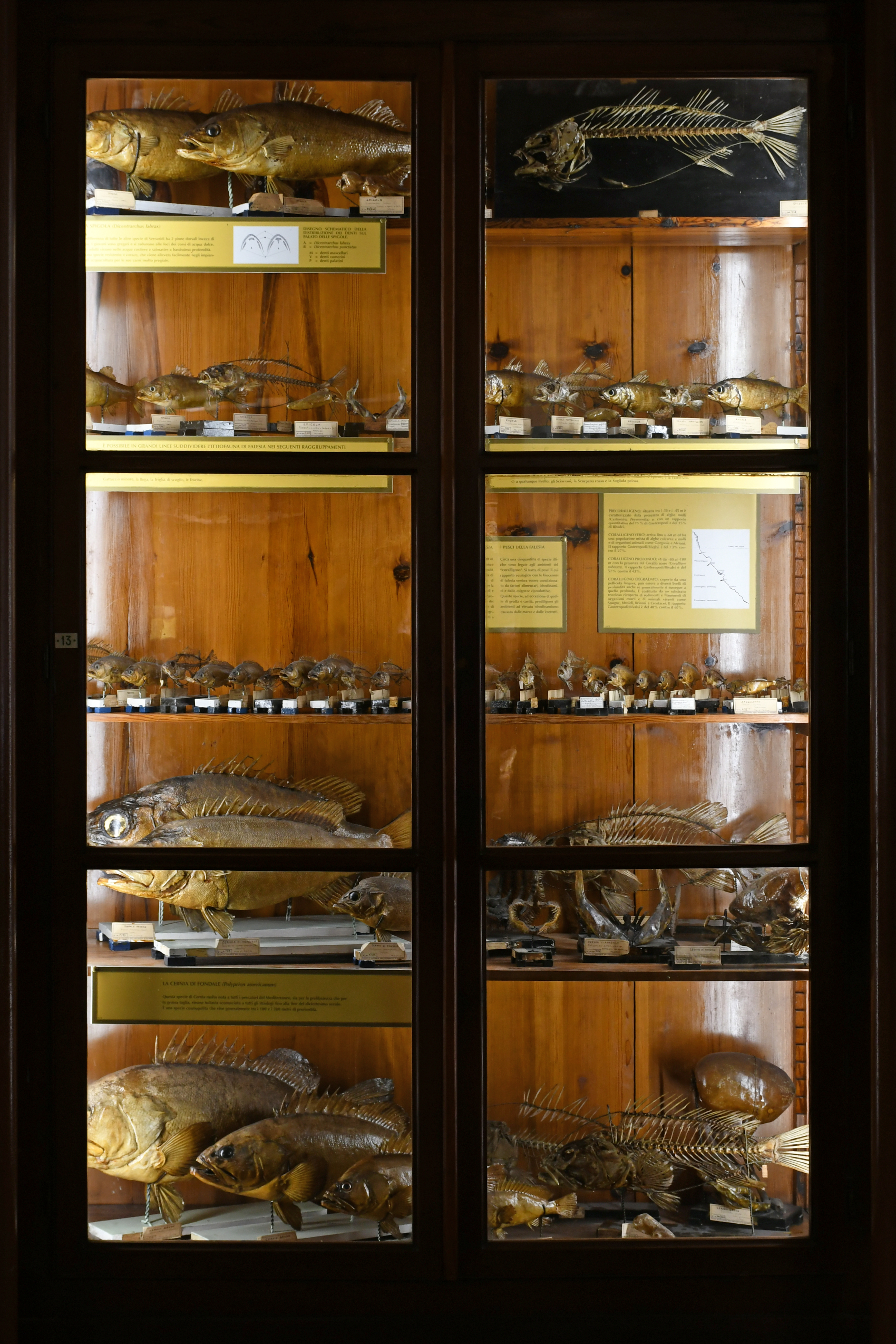
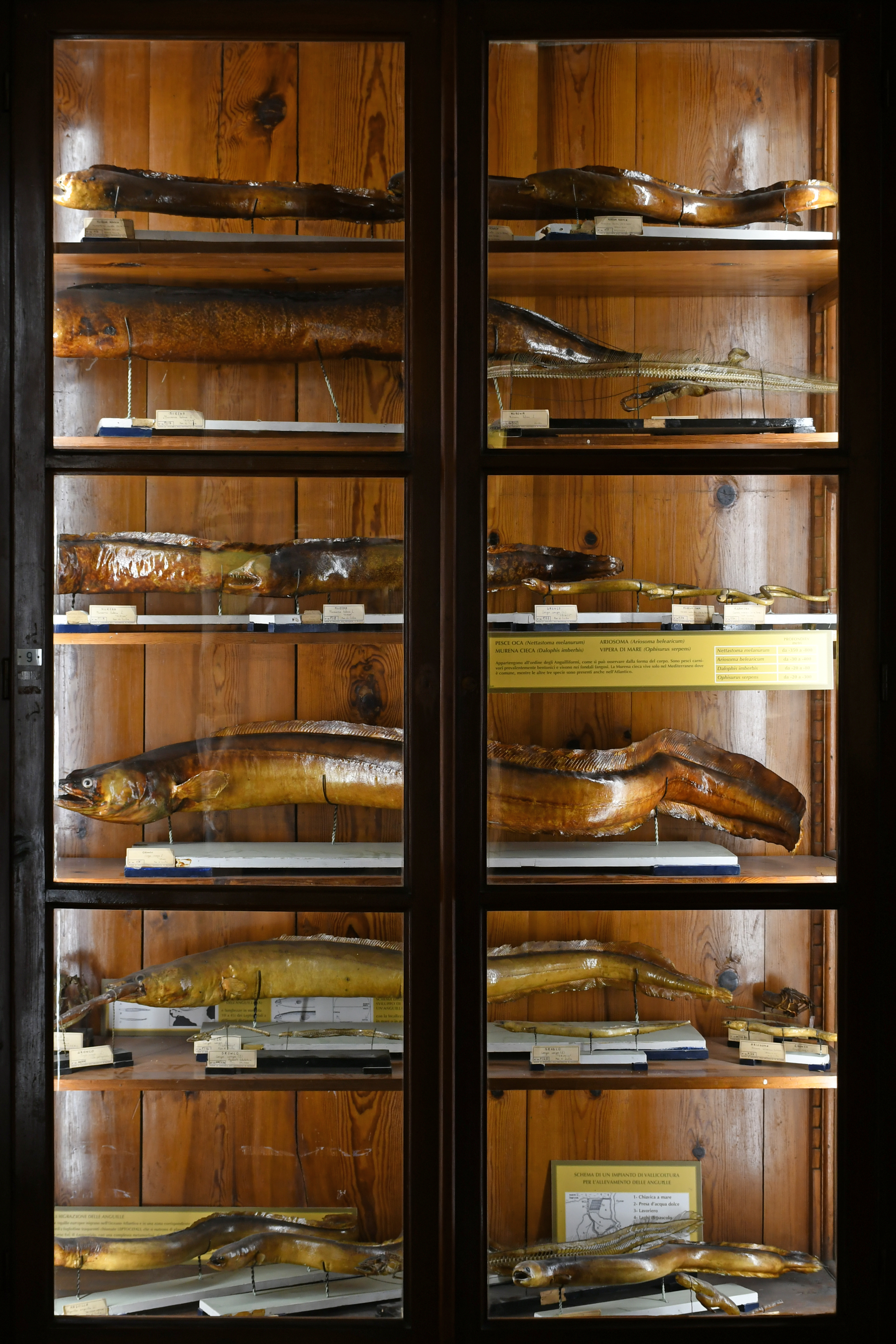
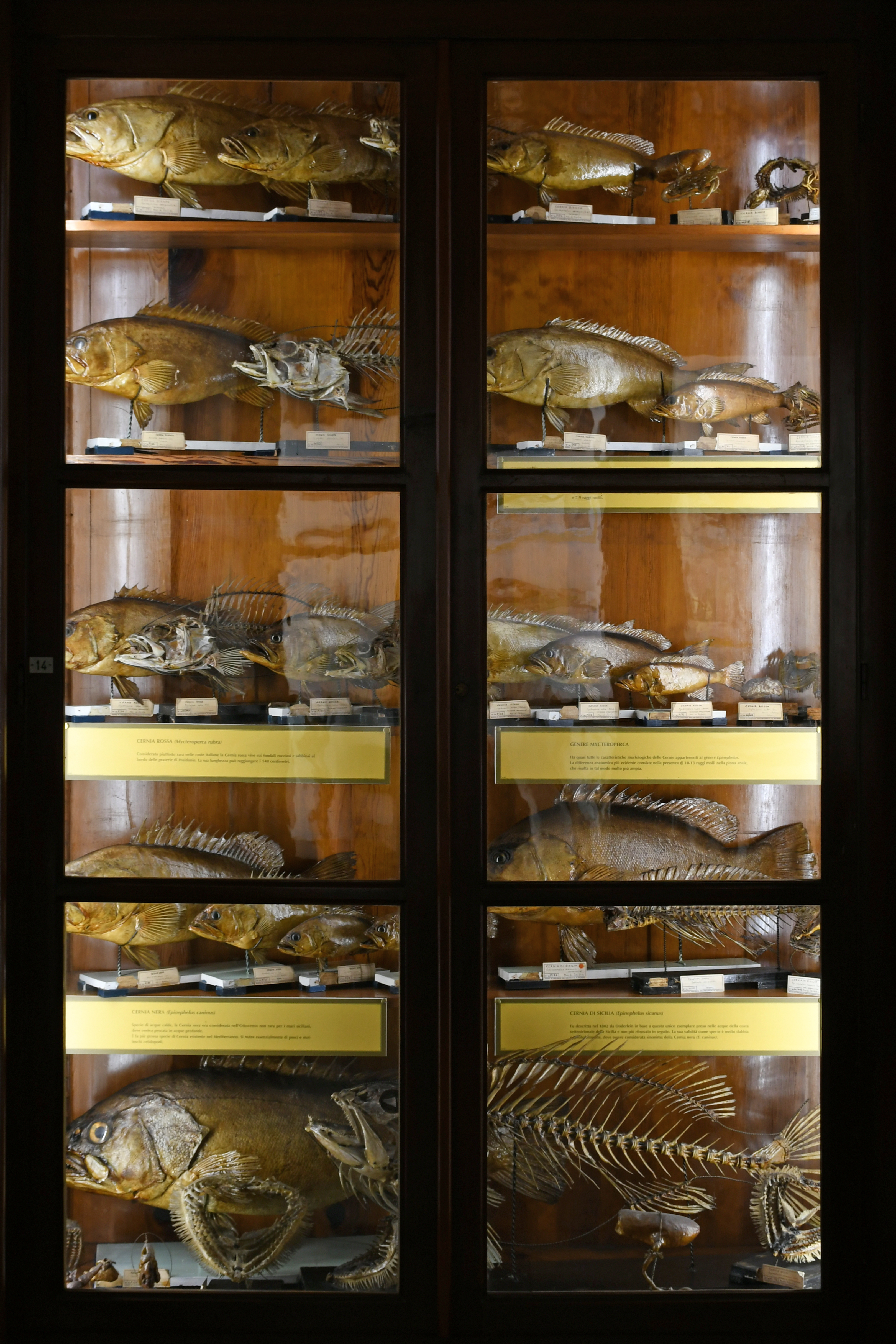
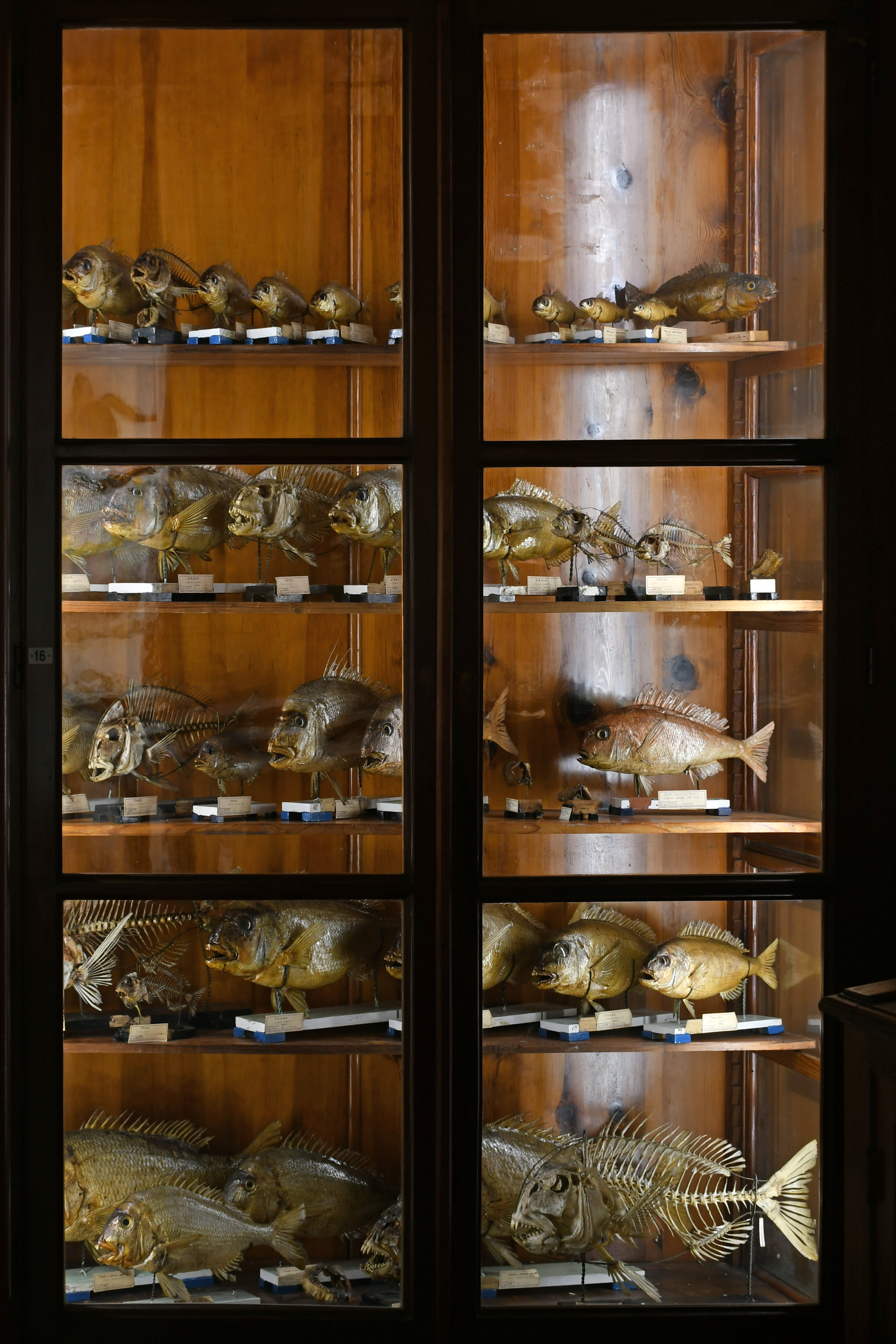
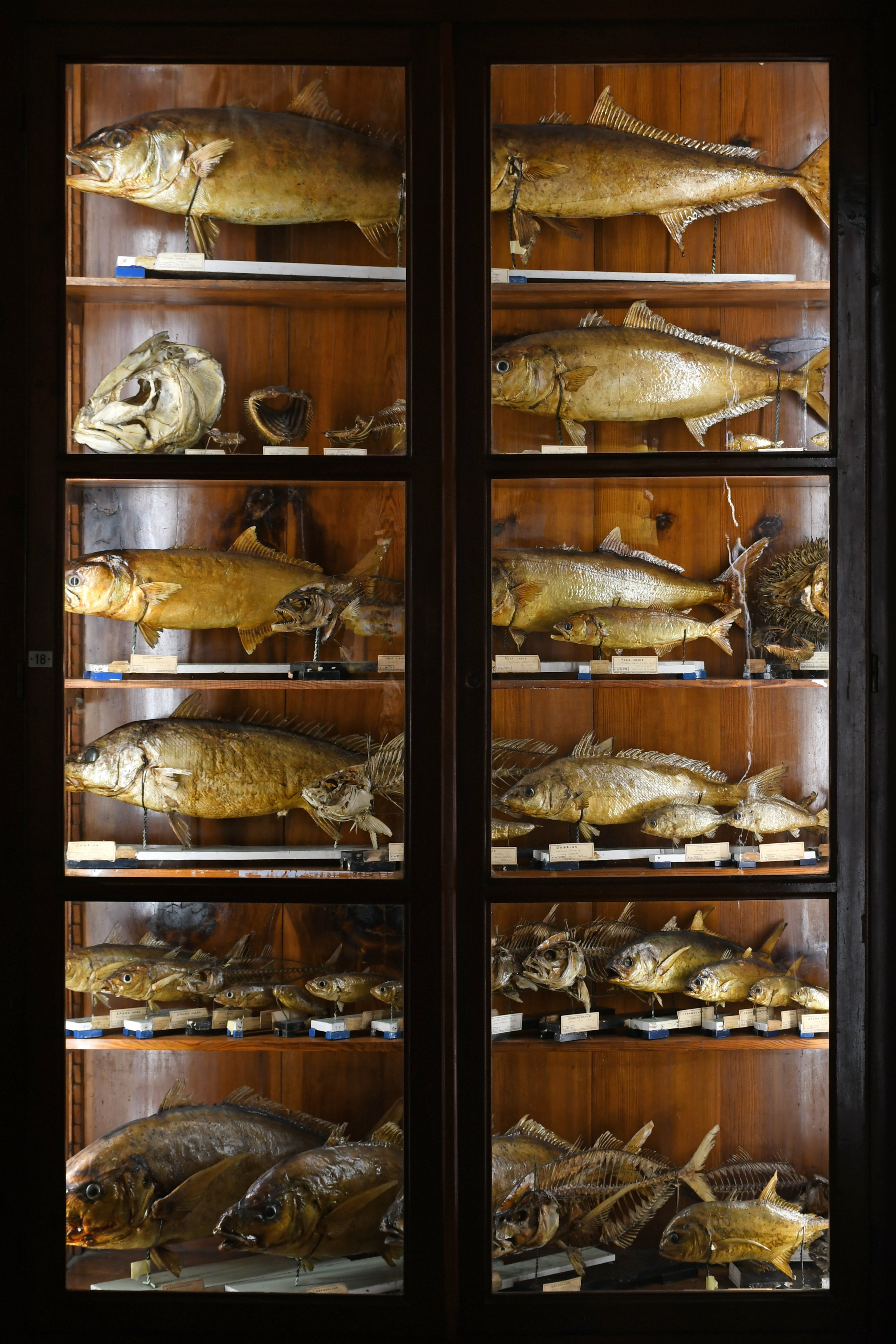
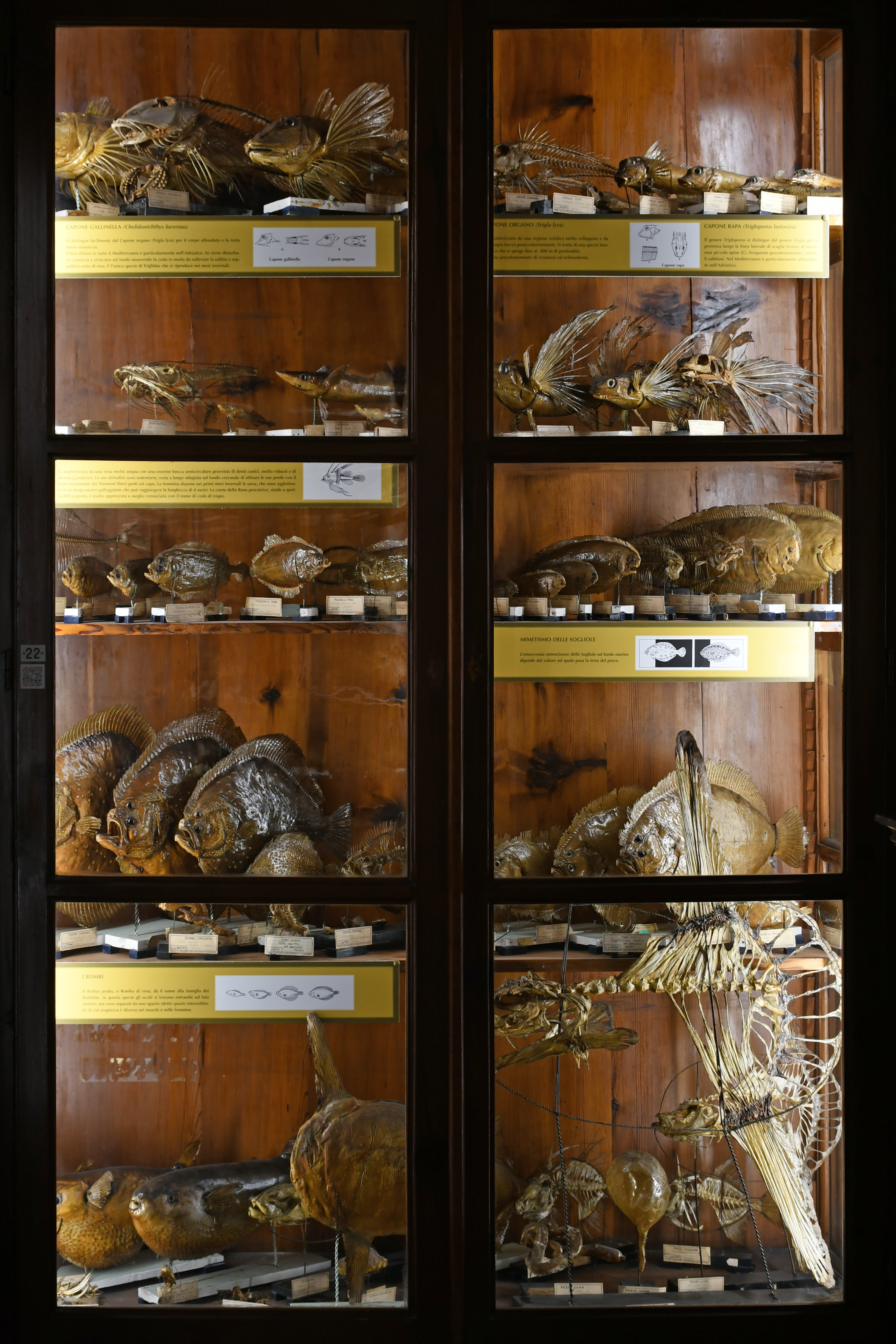

### Collezione erpetologica
Comprende circa 1000 esemplari conservati in alcool o in secco della maggior parte delle specie presenti in Sicilia, dai ramarri ai serpenti, dalle tartarughe ai più rari endemismi di lucertole delle isole circumsiciliane. Lo Scinco gigante raccolto da una missione italiana a Capo Verde ed oggi estinto è uno degli esemplari più importanti della collezione. Presenti anche alcune specie aliene come la Tartaruga guance rosse o lo Xenopo, che si stanno diffondendo negli ecosistemi umidi siciliani predando e competendo con le specie autoctone di rane e tartarughe.

La collezione erpetologica
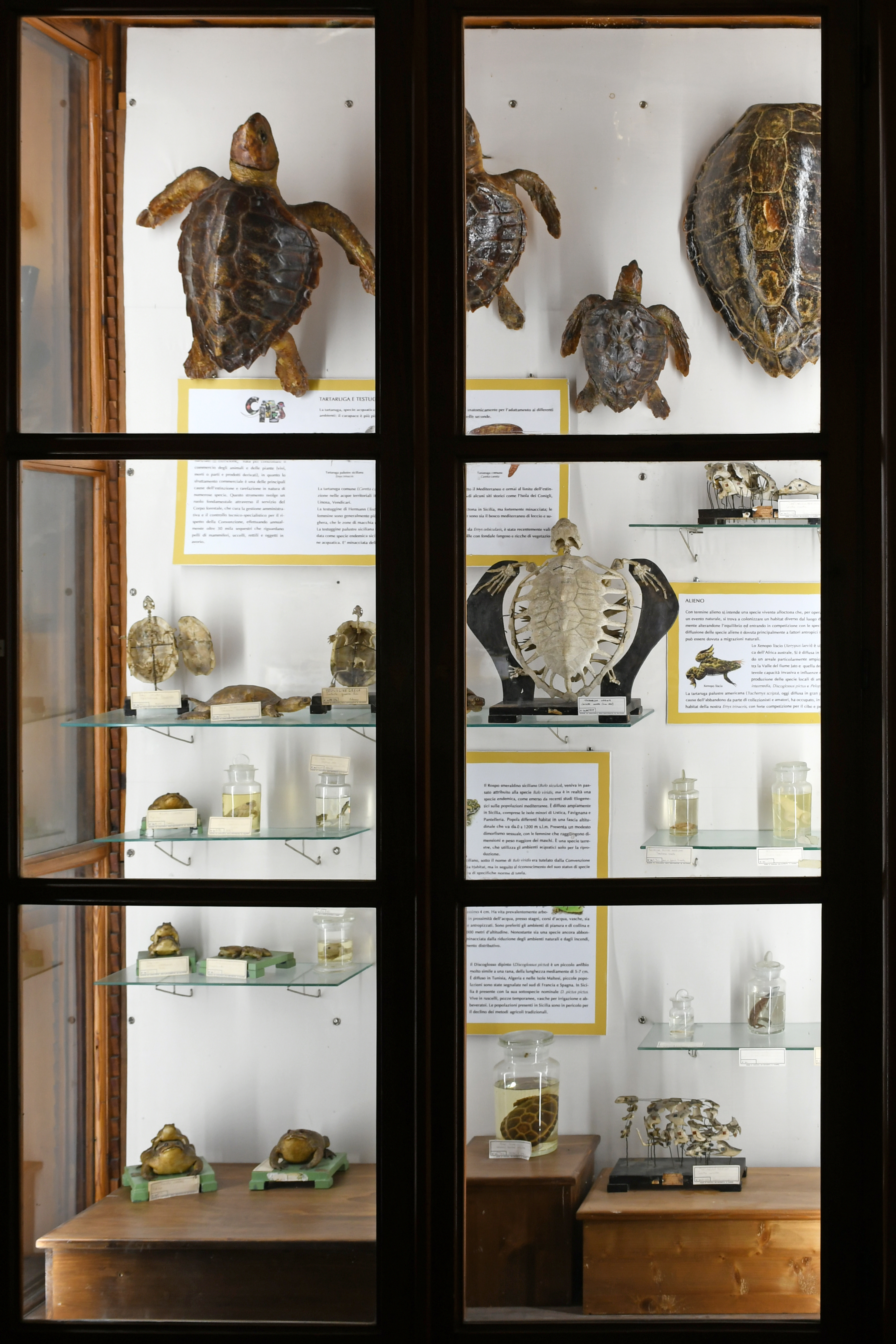
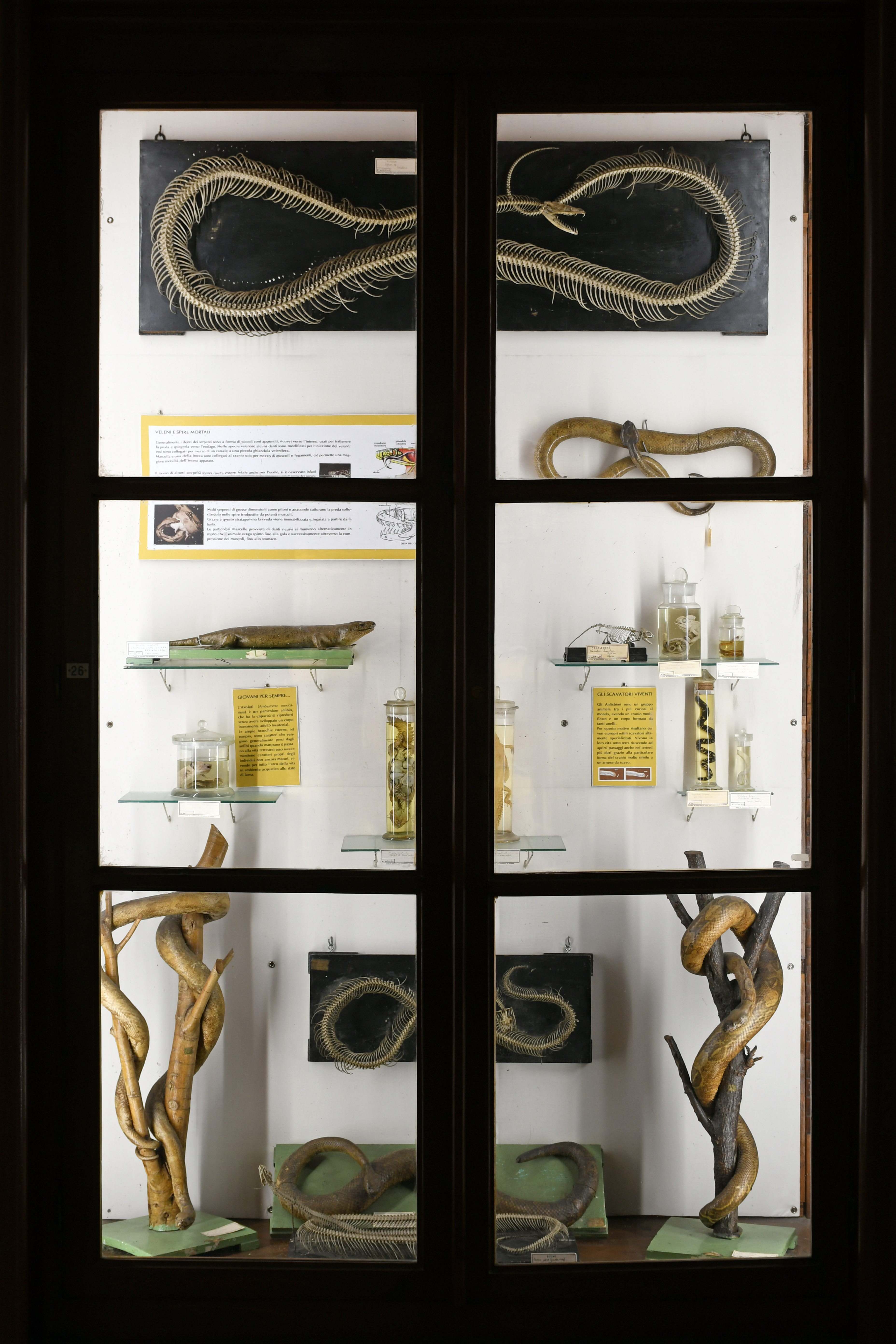
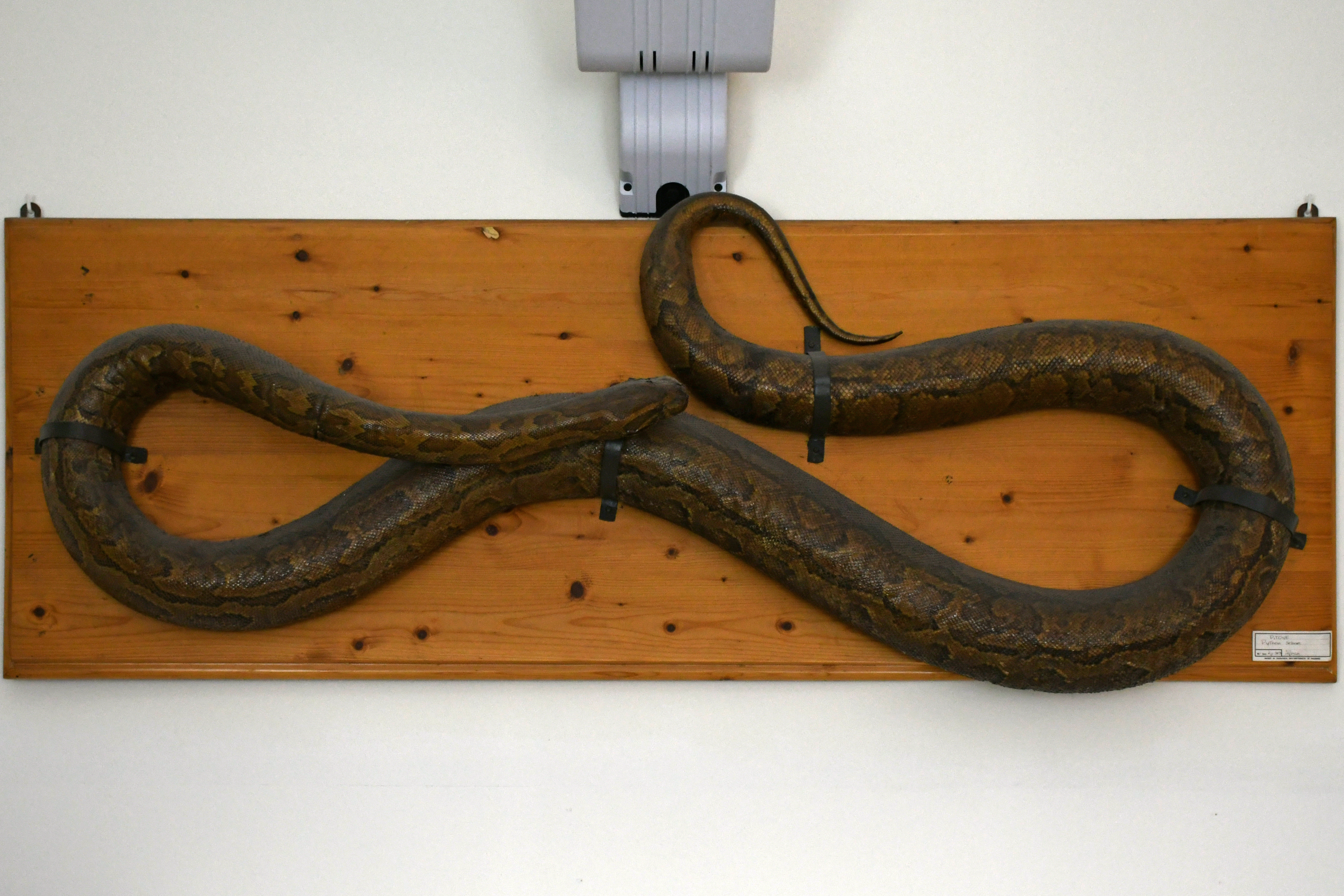
Python sebae
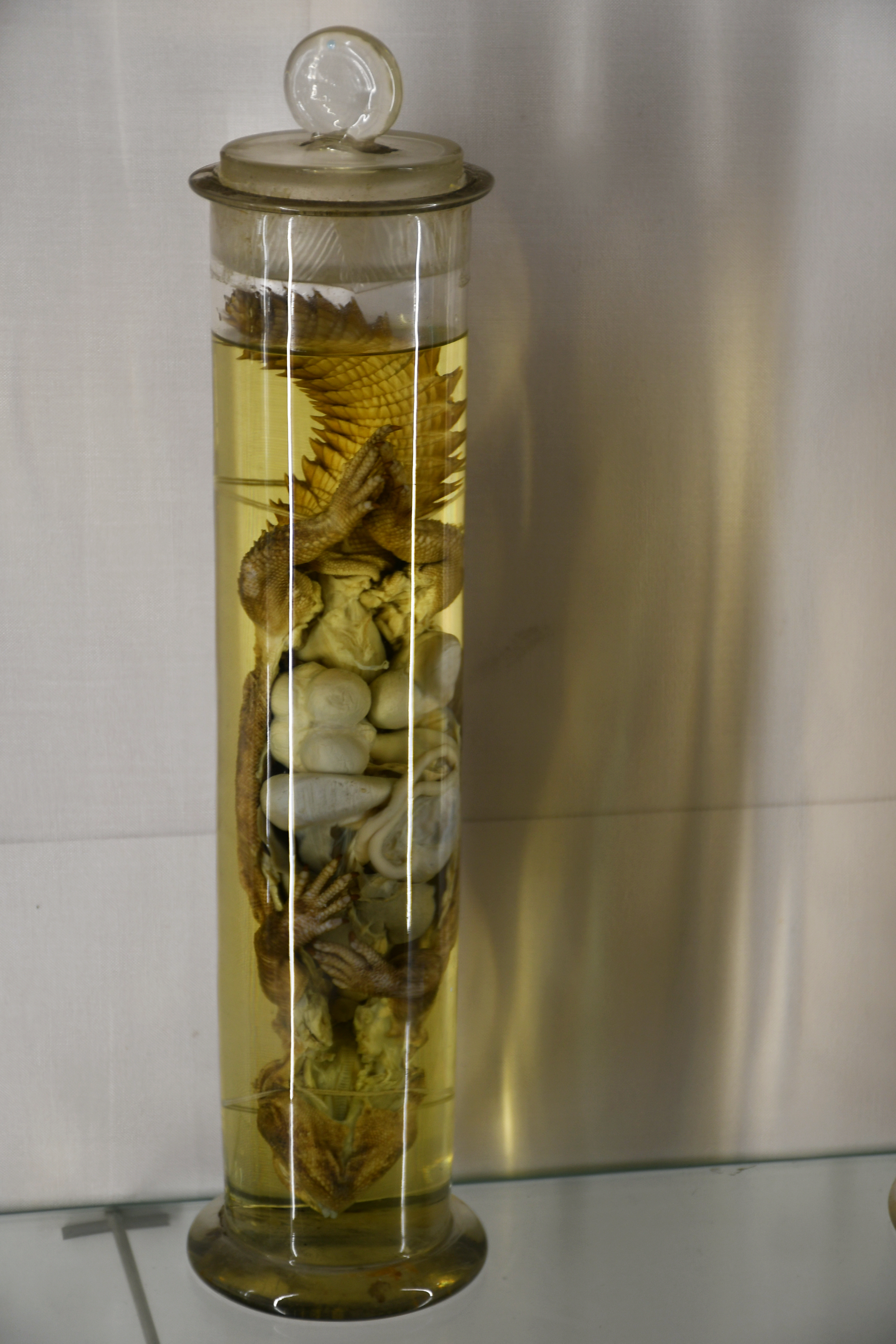
Uromastyx acanthinura
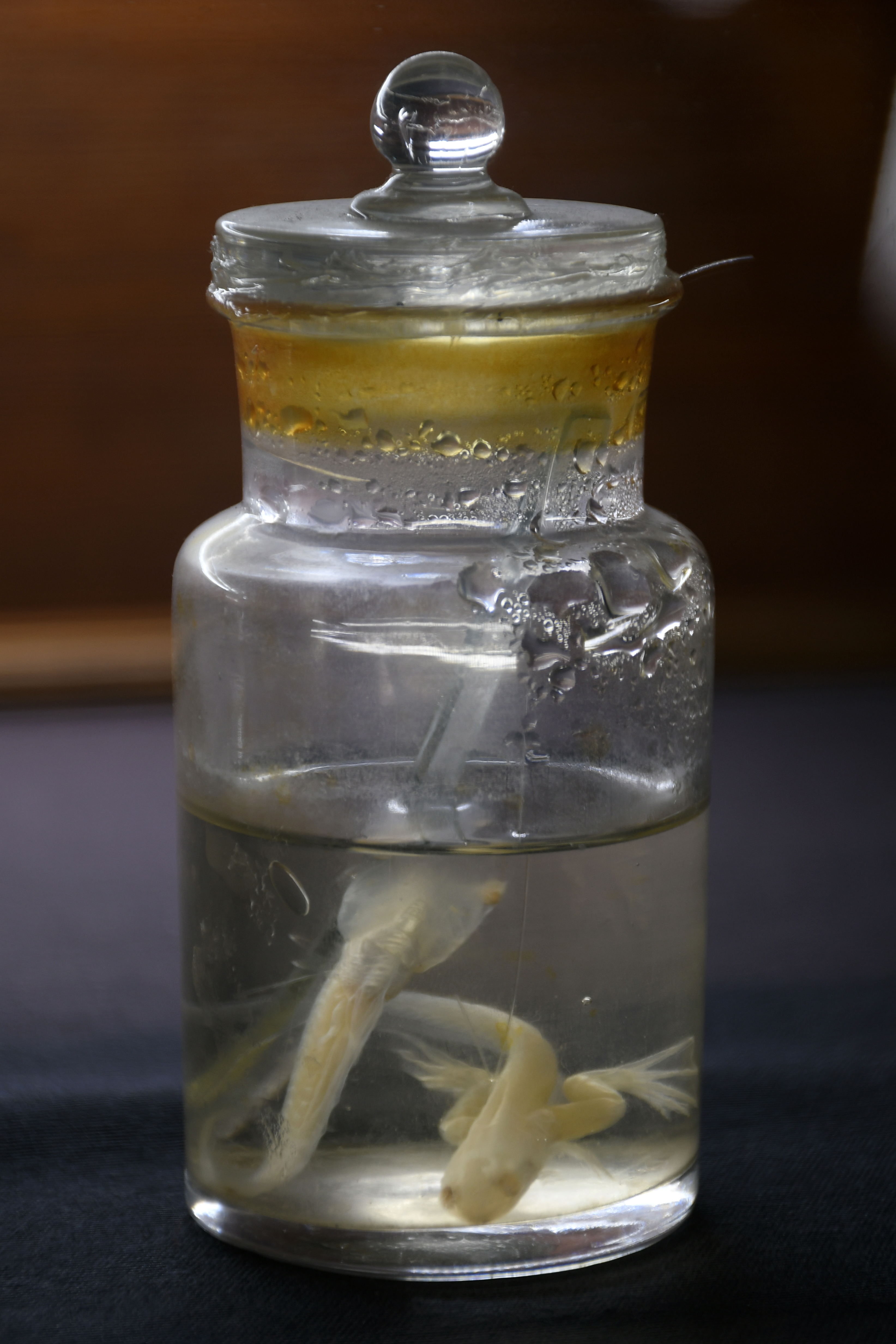
Xenopus laevis

### Collezione ornitologica
Consistente in oltre 1700 esemplari, montati ed esposti o in pelle (accuratamente conservati a scopo scientifico), di cui circa 1000 appartengono alla collezione originaria di Doderlein. La collezione comprende decine di specie importanti per l'avifauna della Sicilia. Di notevole interesse sono alcuni migratori rari o accidentali (Aquila anatraia minore, Pellicano riccio) ma soprattutto le tante specie estinte in Sicilia per cause antropiche: Gallina prataiola, Quaglia tridattila, Gufo reale e Grifone. Questo grande avvoltoio è stato reintrodotto con successo sui monti Nebrodi.

La collezione ornitologica
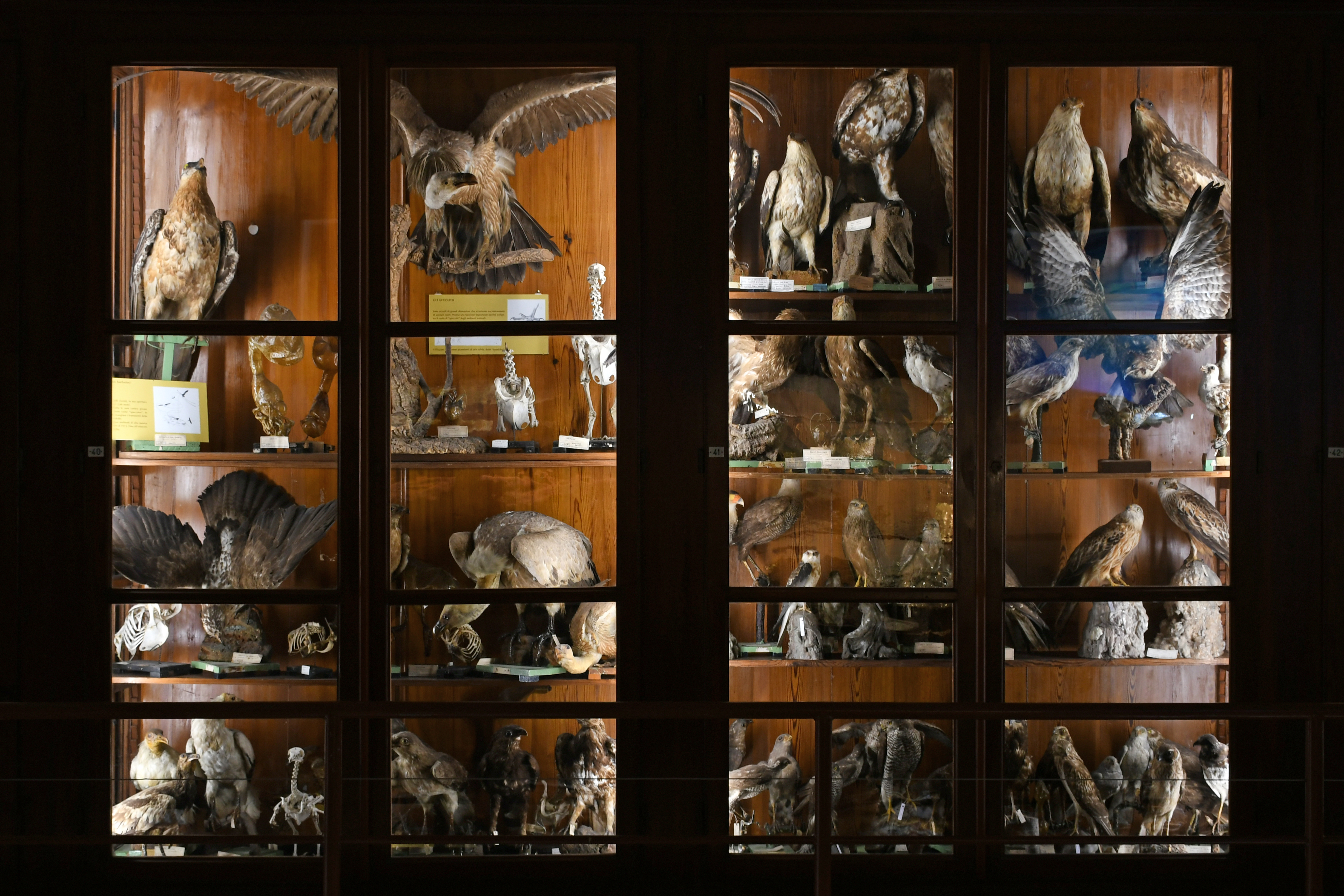
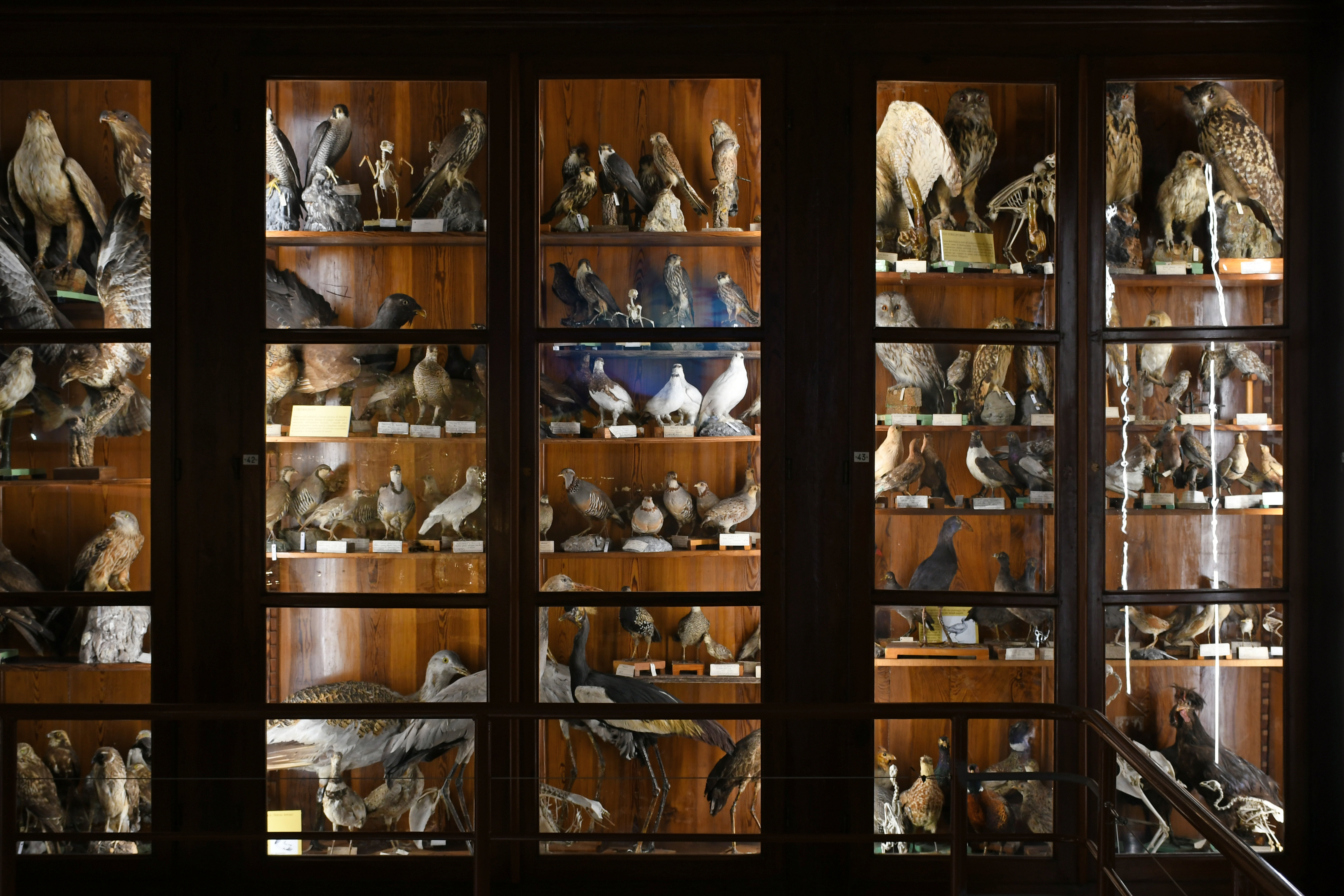
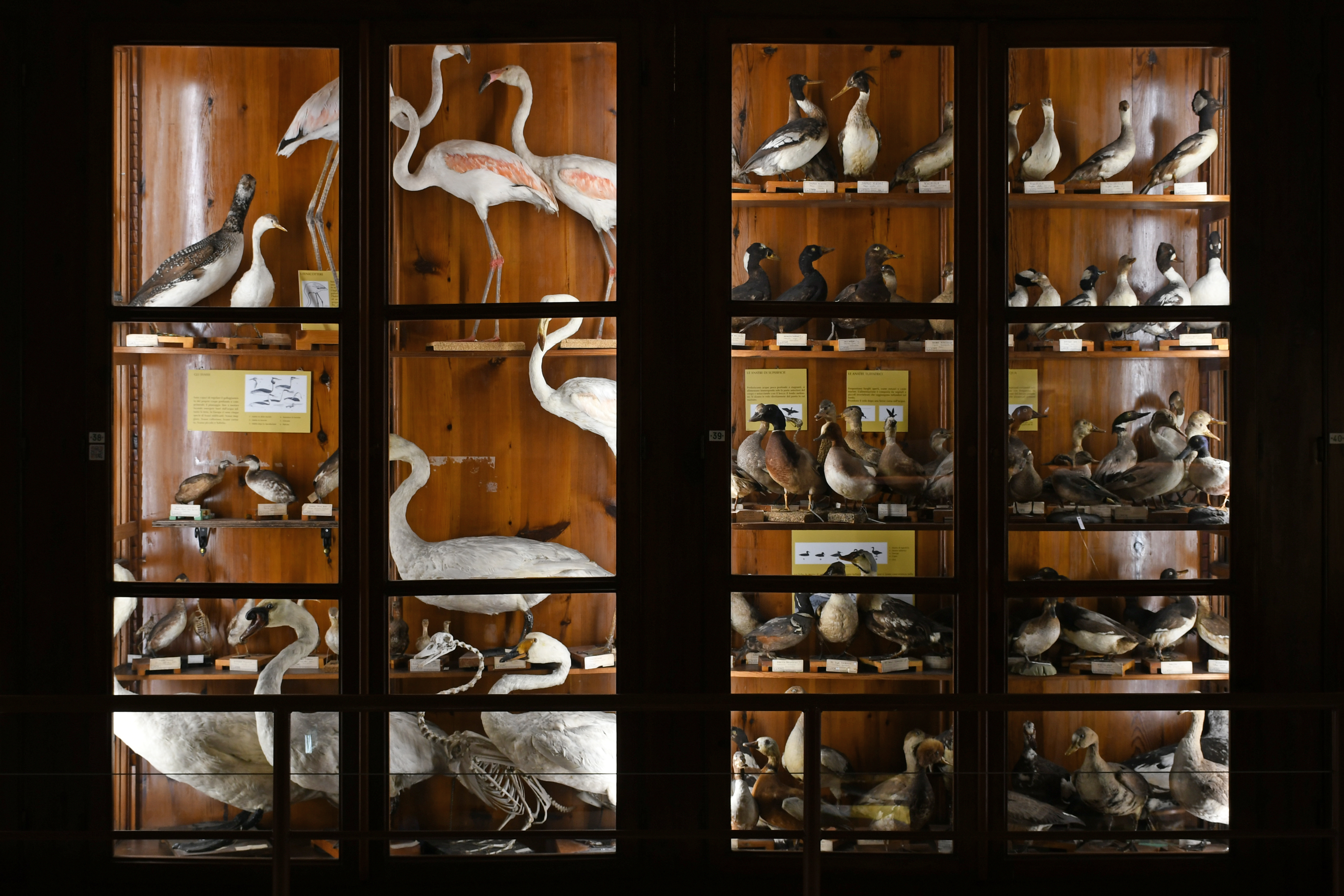
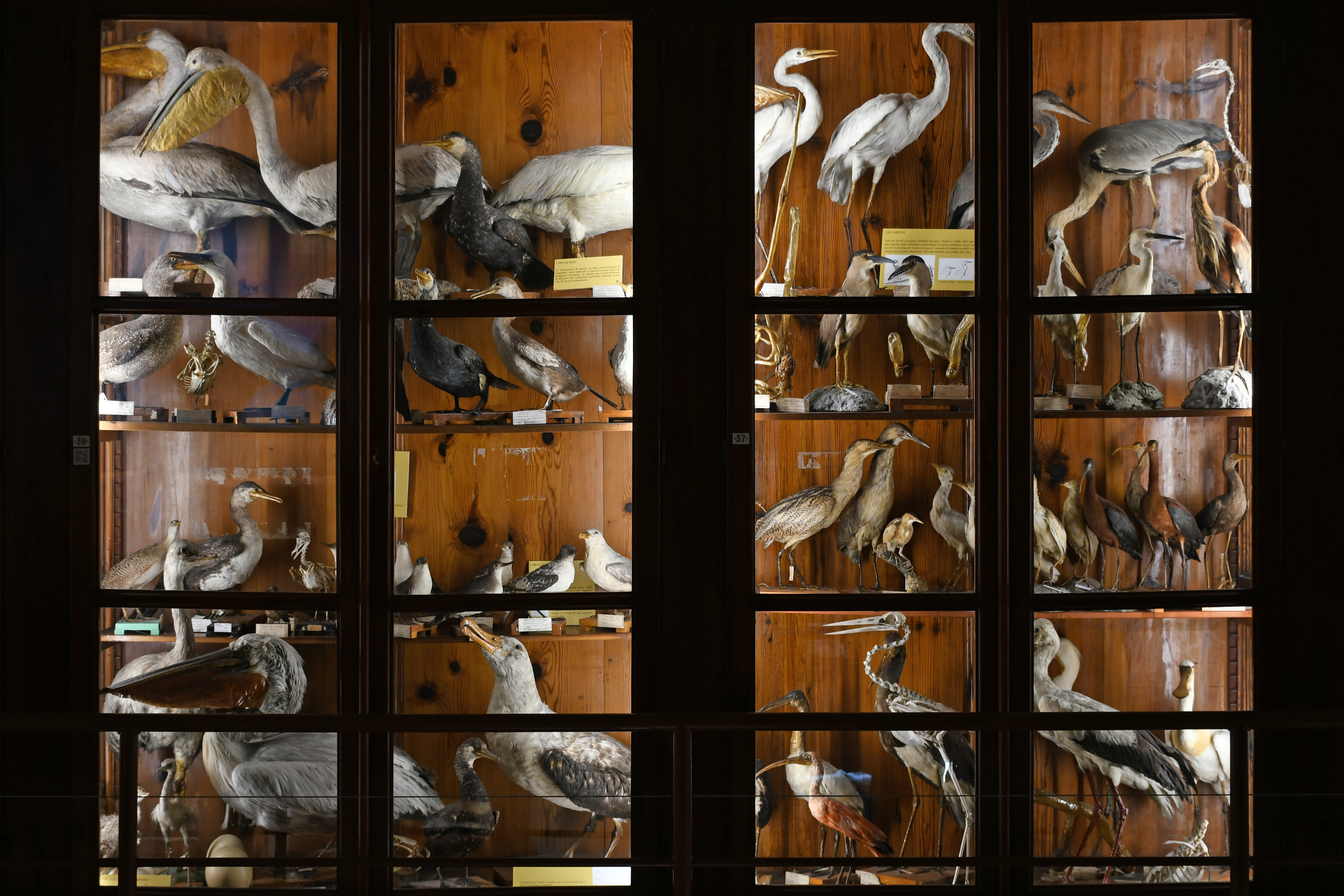
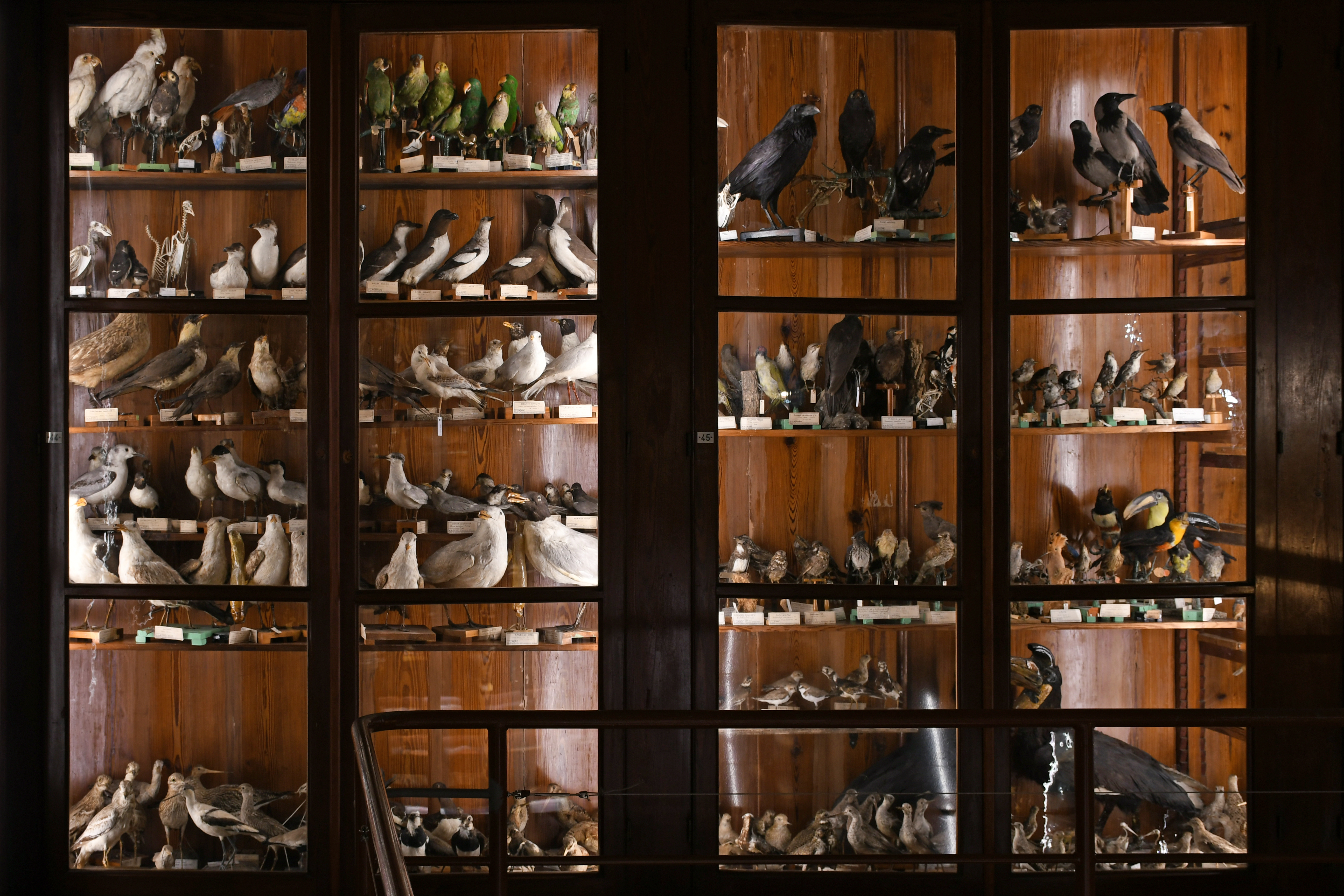
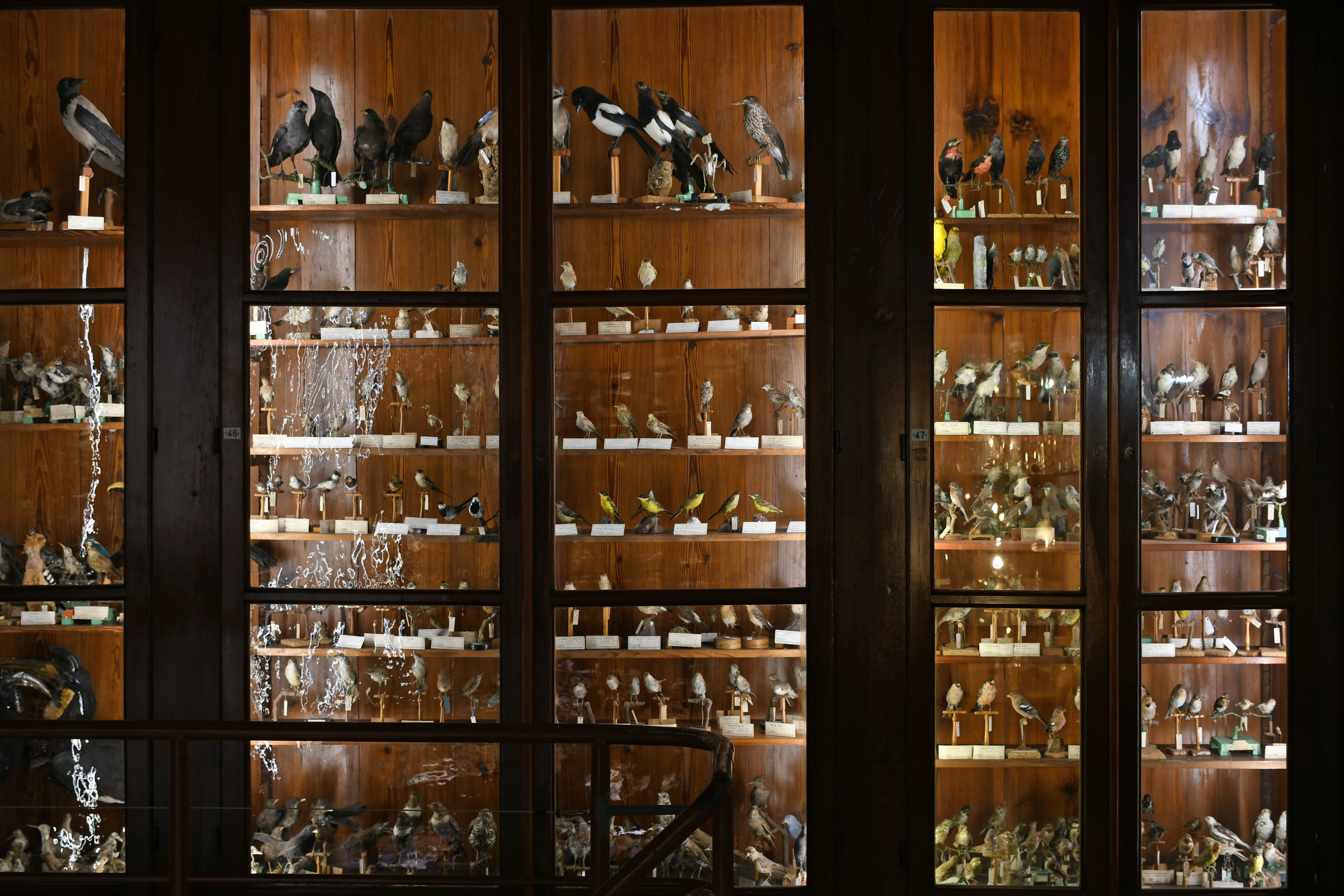

### Collezione malacologica
Comprende le collezioni Airoldi e Calcara, di grande valore storico, per la presenza di numerosi tipi (esemplari su cui sono descritte le nuove specie) ancora validi. È formata da circa 2000 scatole che contengono diverse migliaia di esemplari di conchiglie marine e terrestri. Si tratta perlopiù di materiale riservato allo studio e non accessibile ai visitatori, ma è esposta una ricca documentazione dei principali gruppi sistematici delle conchiglie, che si sofferma sugli ambienti e sui principali aspetti ecologici di questi organismi. Significativa inoltre è la collezione di circa 500 esemplari di invertebrati marini conservati in alcool o formalina, che consentono una carrellata completa dei principali gruppi zoologici del mar Mediterraneo, dai Celenterati ai Cordati.

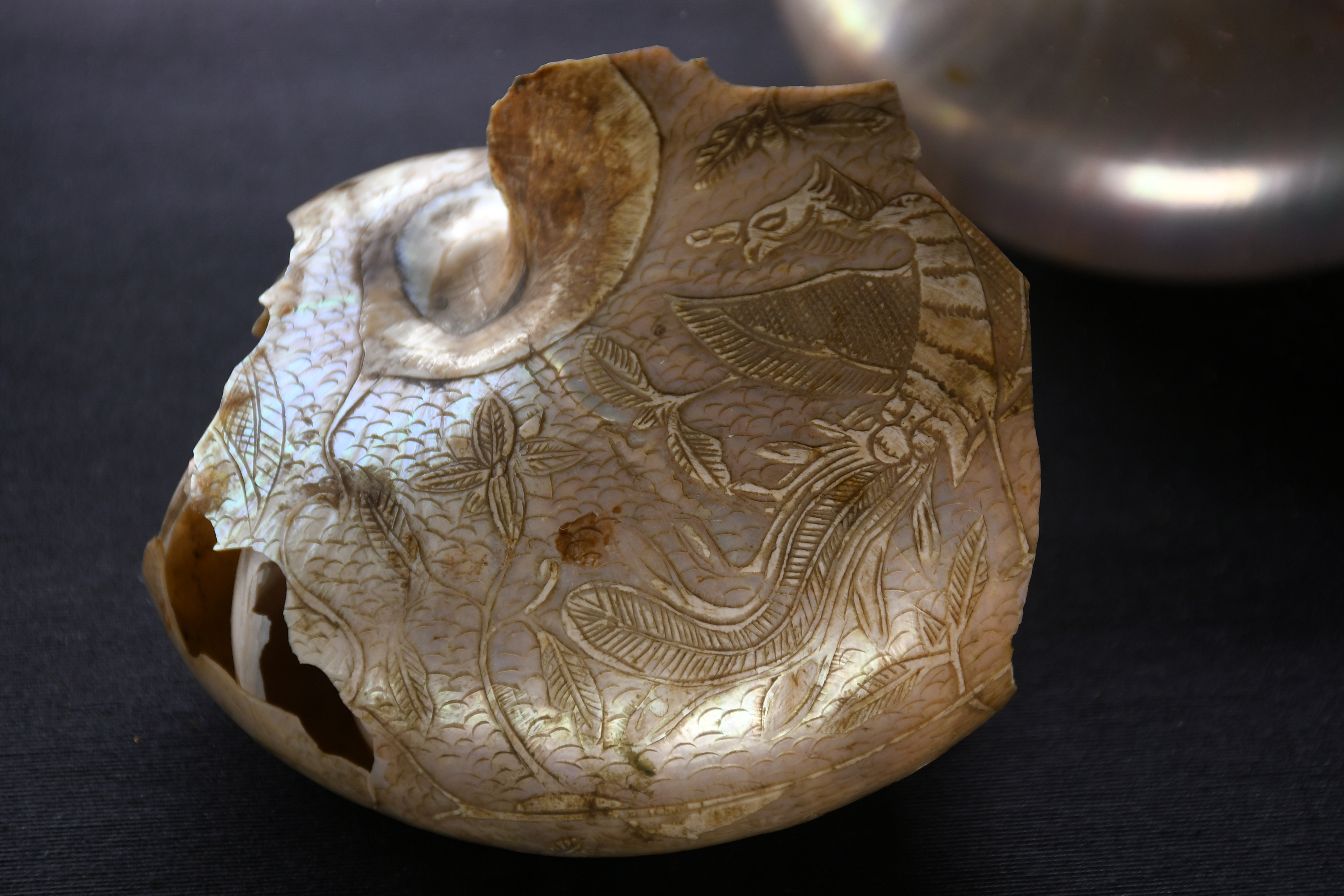
Conchiglia intagliata
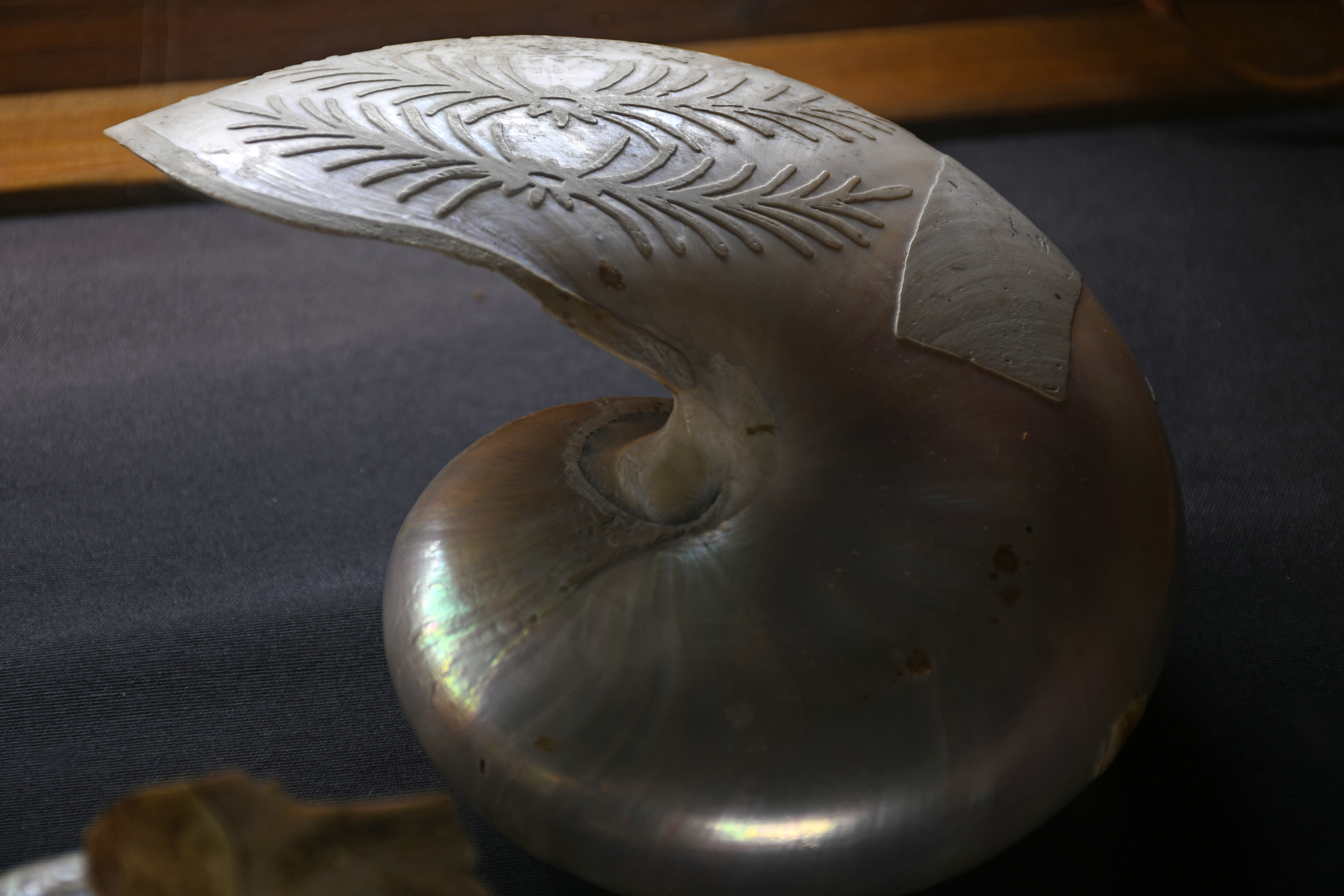
Conchiglia intagliata
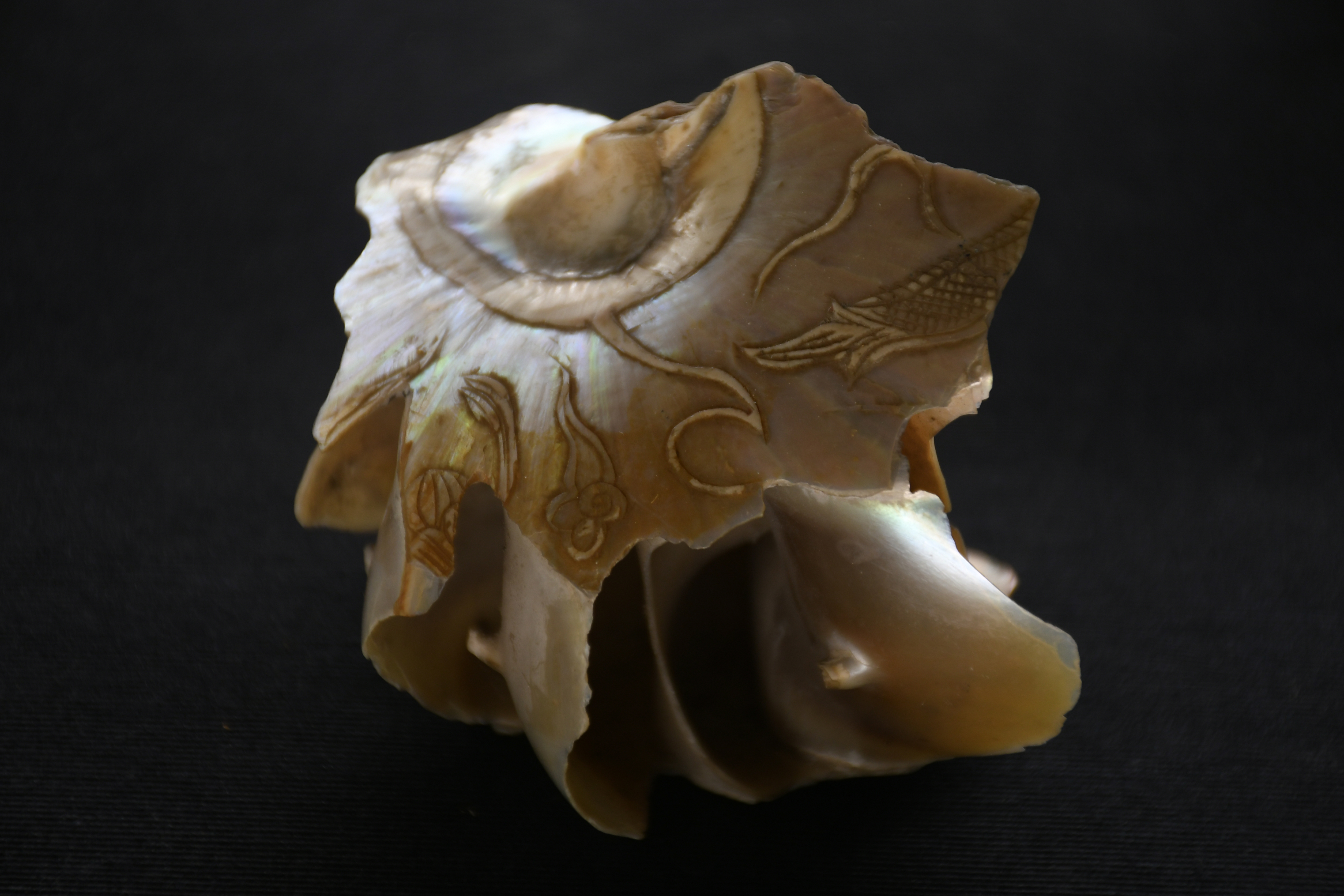
Conchiglia intagliata
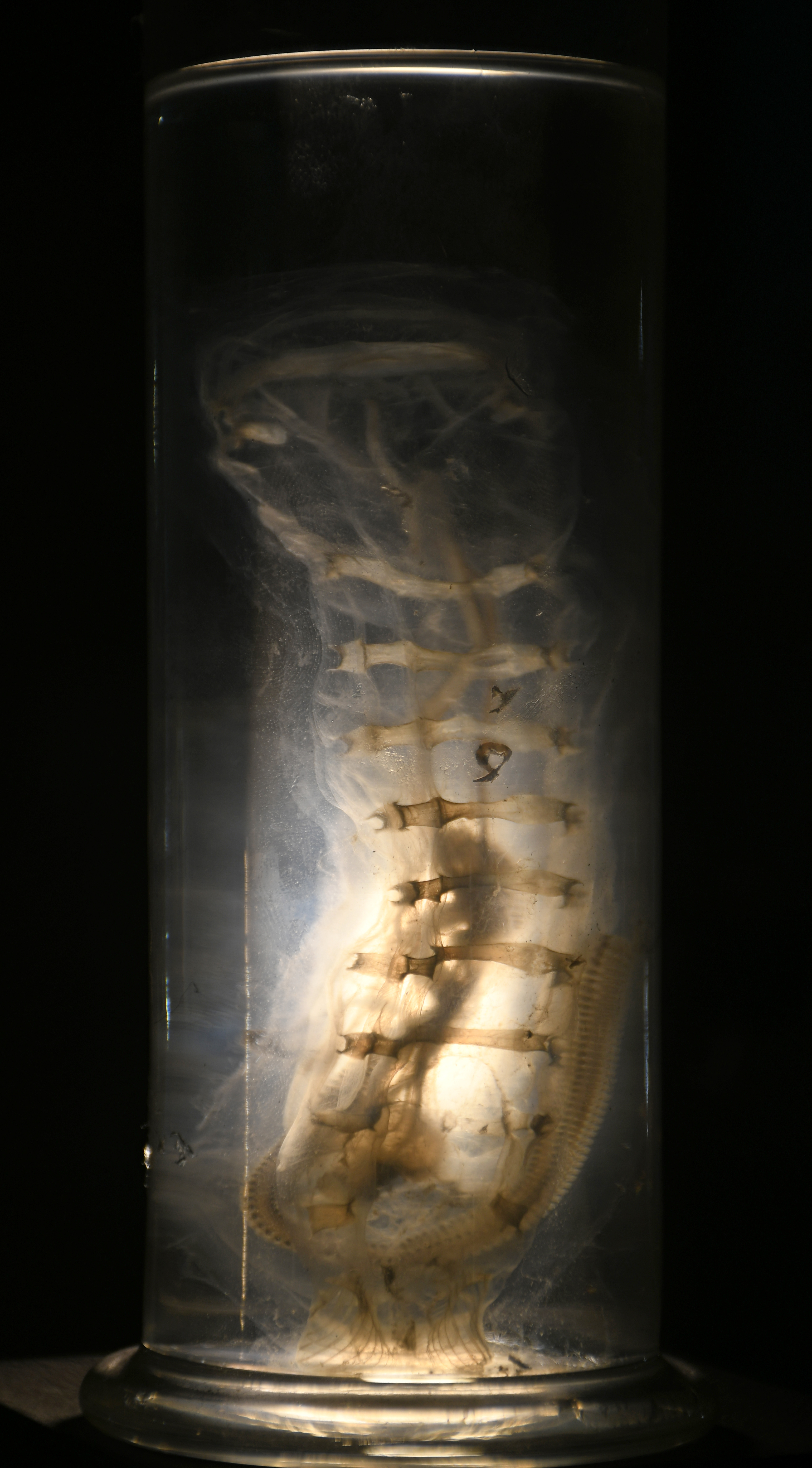
Eunice aphroditois
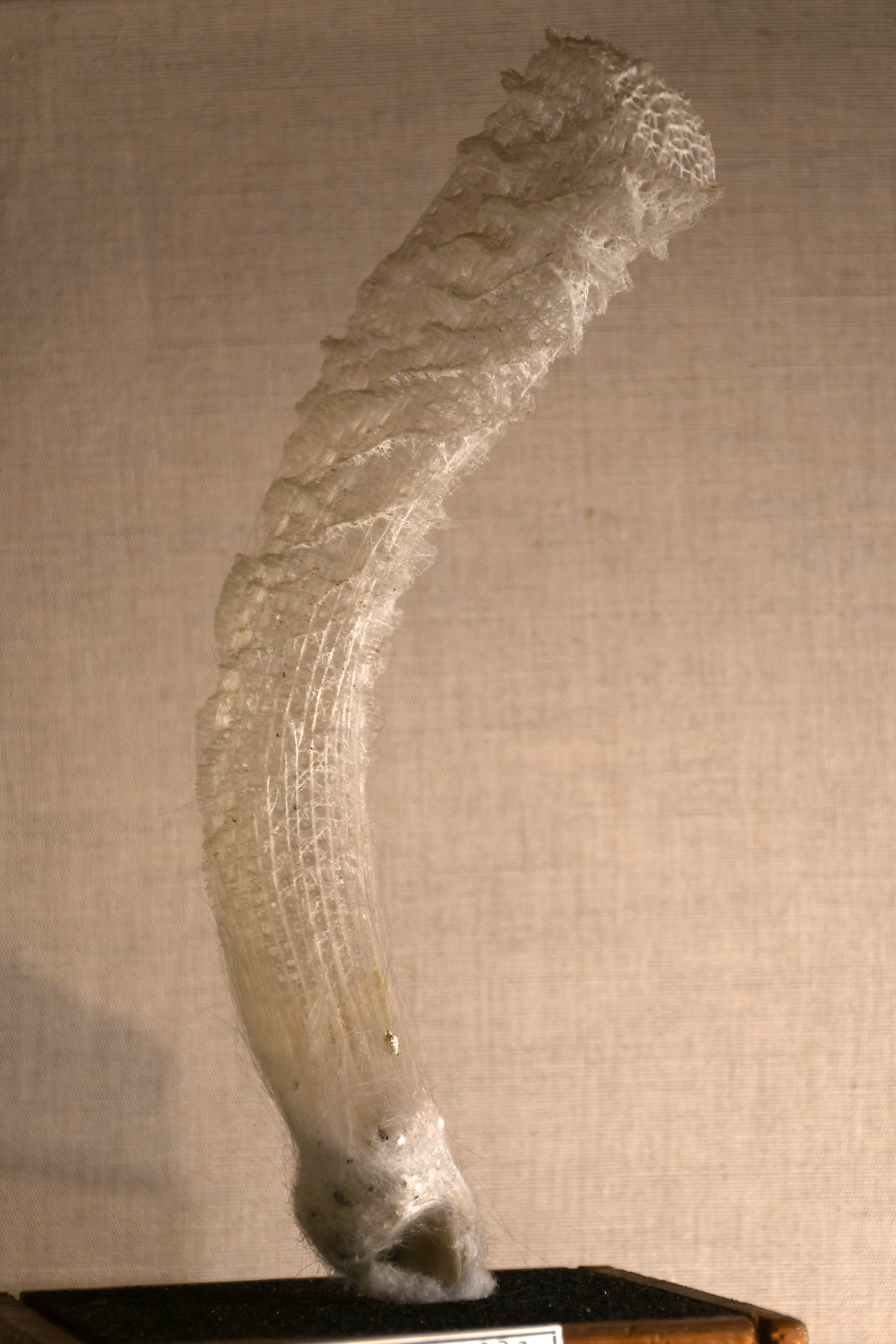
Euplectella aspergillum
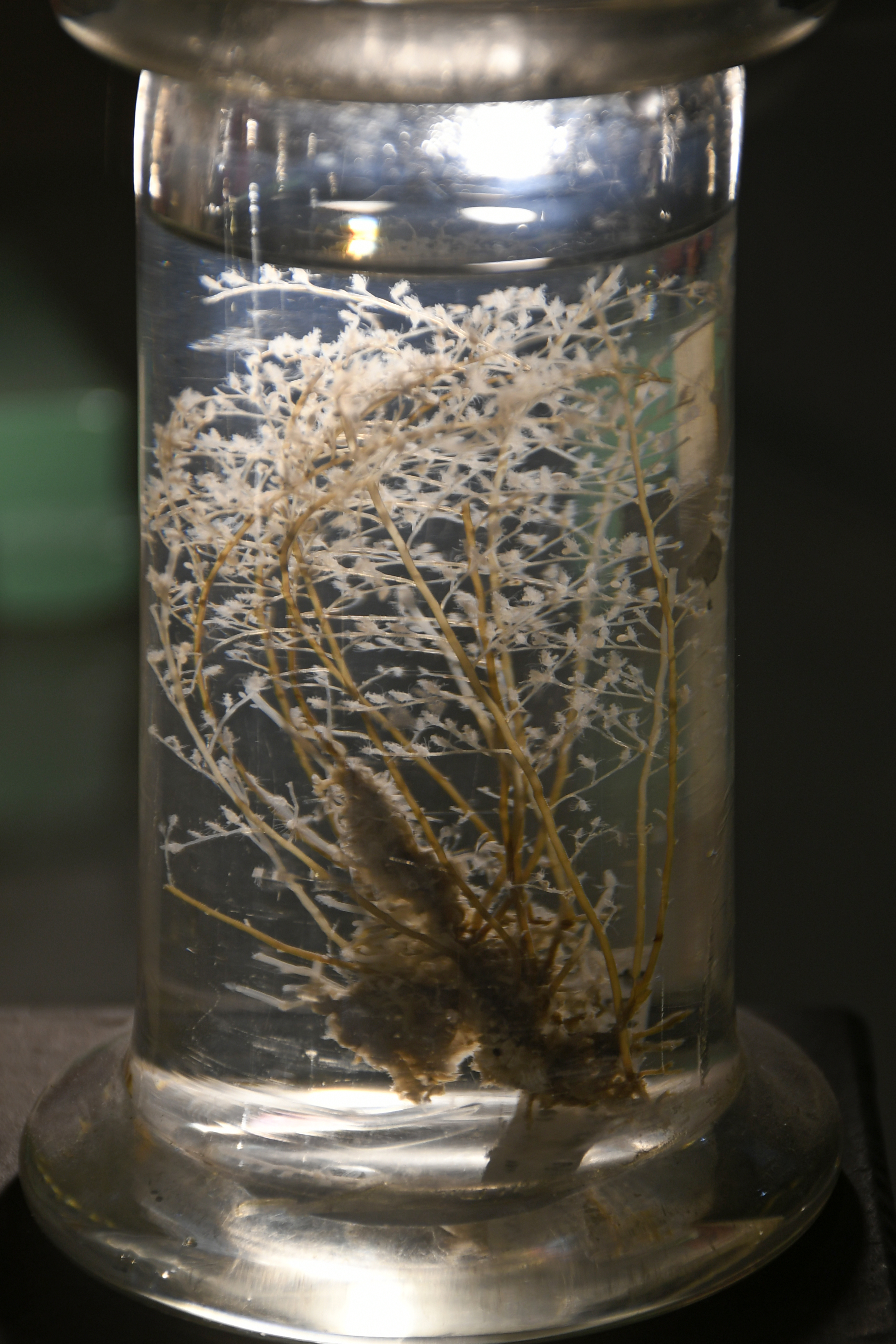
Pennaria disticha
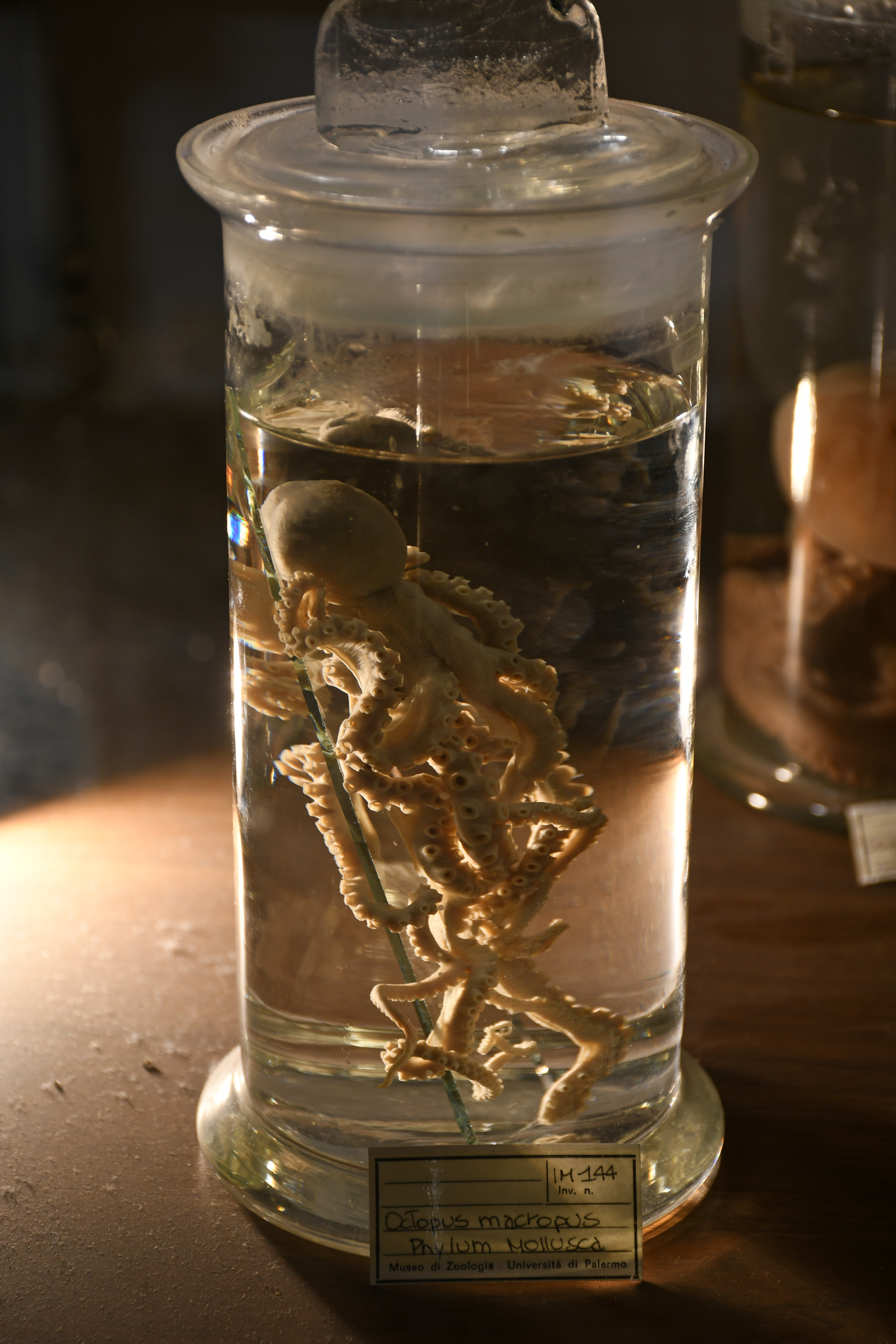
Callistoctopus macropus

### Collezione entomologica
Comprende le collezioni storiche Failla Tedaldi e De Stefani Perez, conservate in circa 200 scatole entomologiche, con diverse centinaia di esemplari, soprattutto di Coleotteri, Lepidotteri e Ortotteri. Una esposizione didattica mostra diversi endemismi siciliani e alcuni insetti caratteristici di ambienti dunali della foce del Belice e di boschi e montagne di Madonie e Nebrodi.

La collezione entomologica
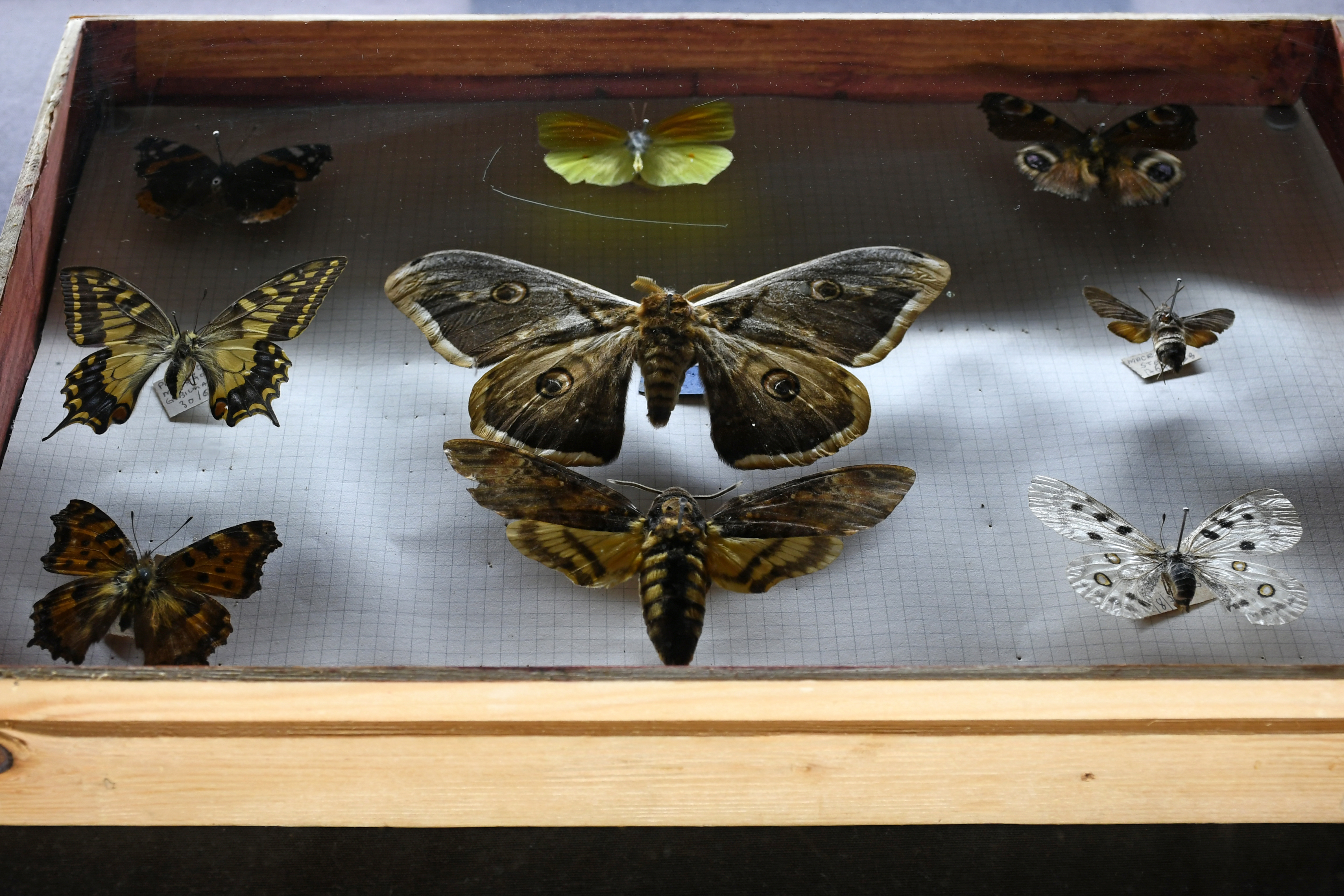
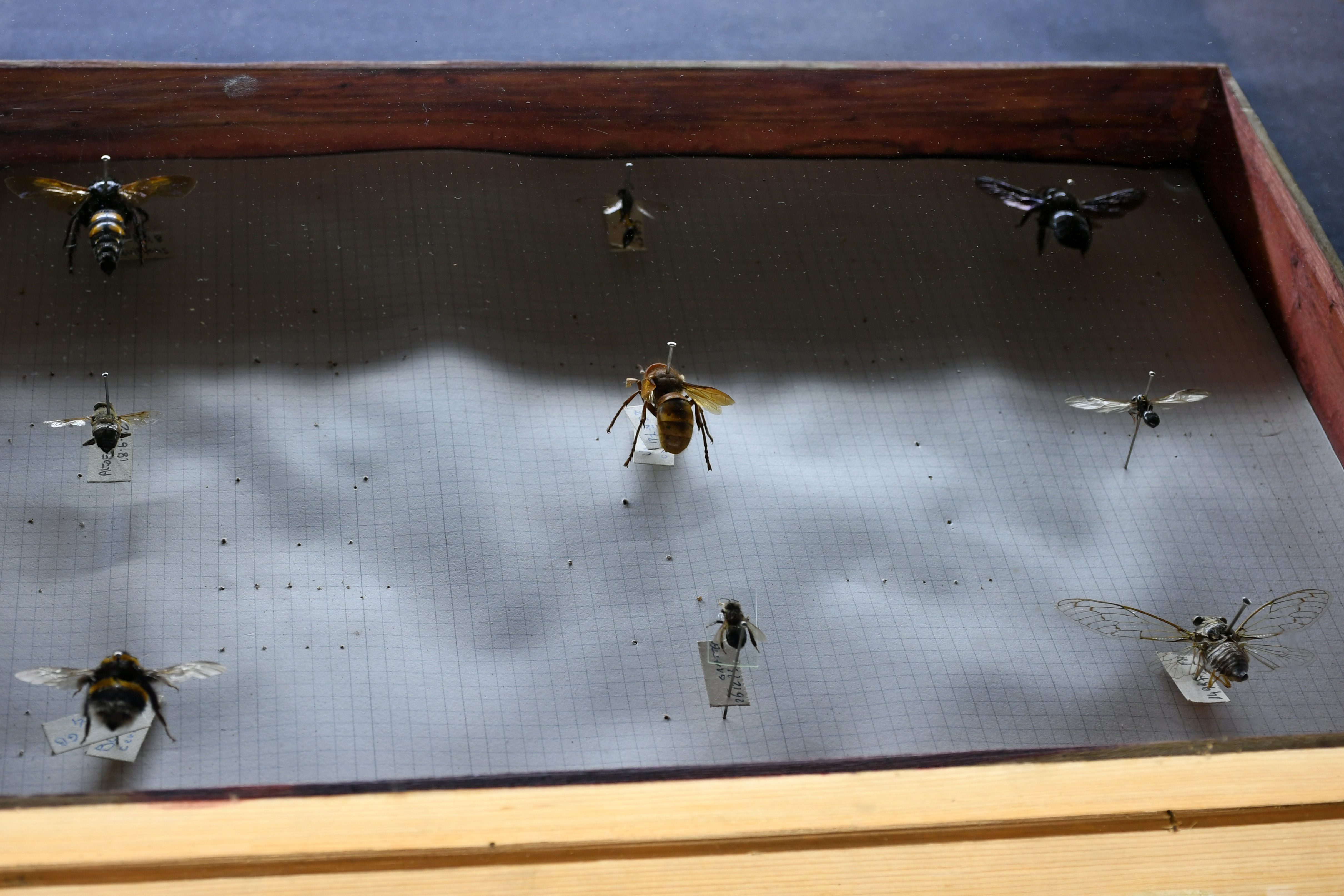
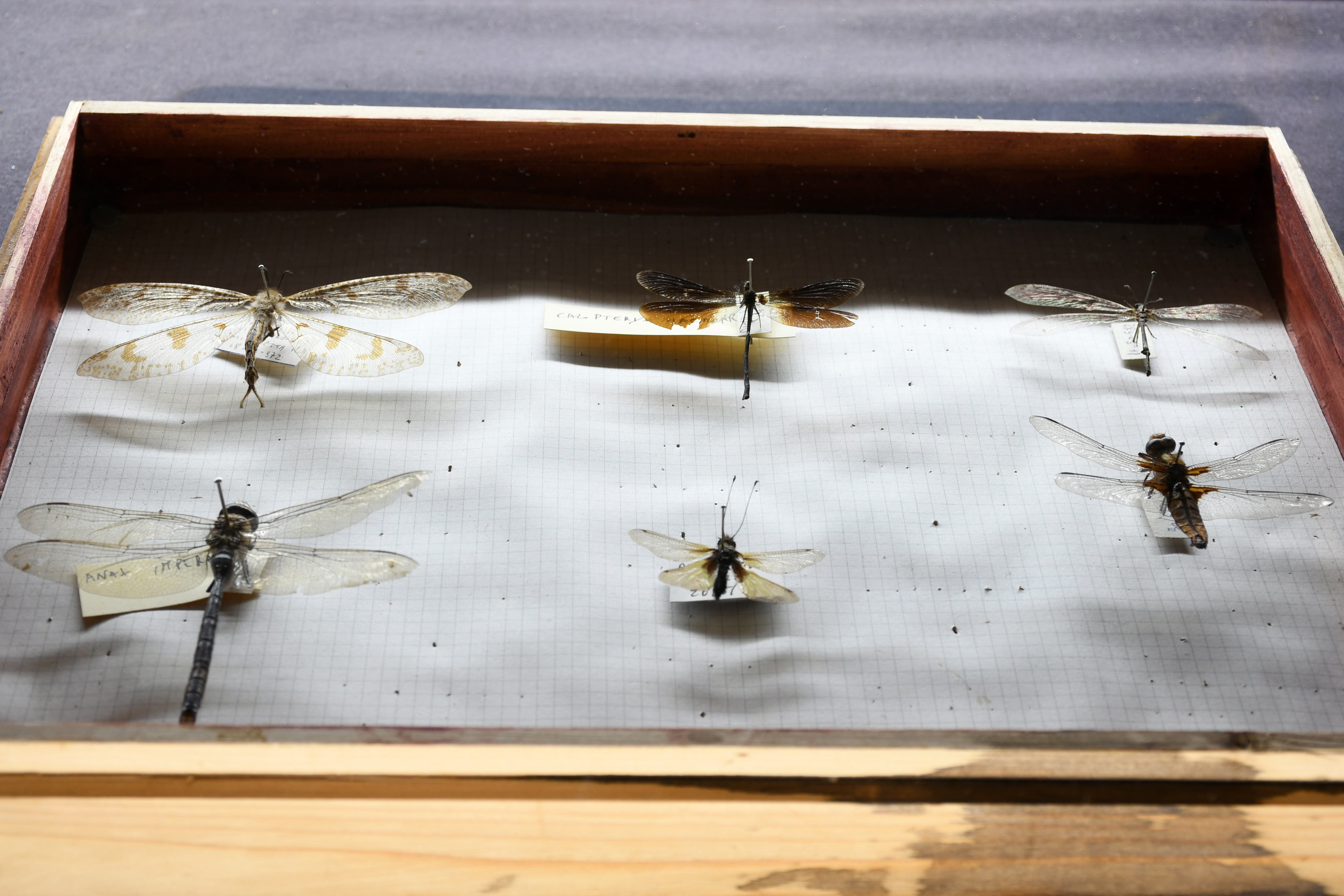
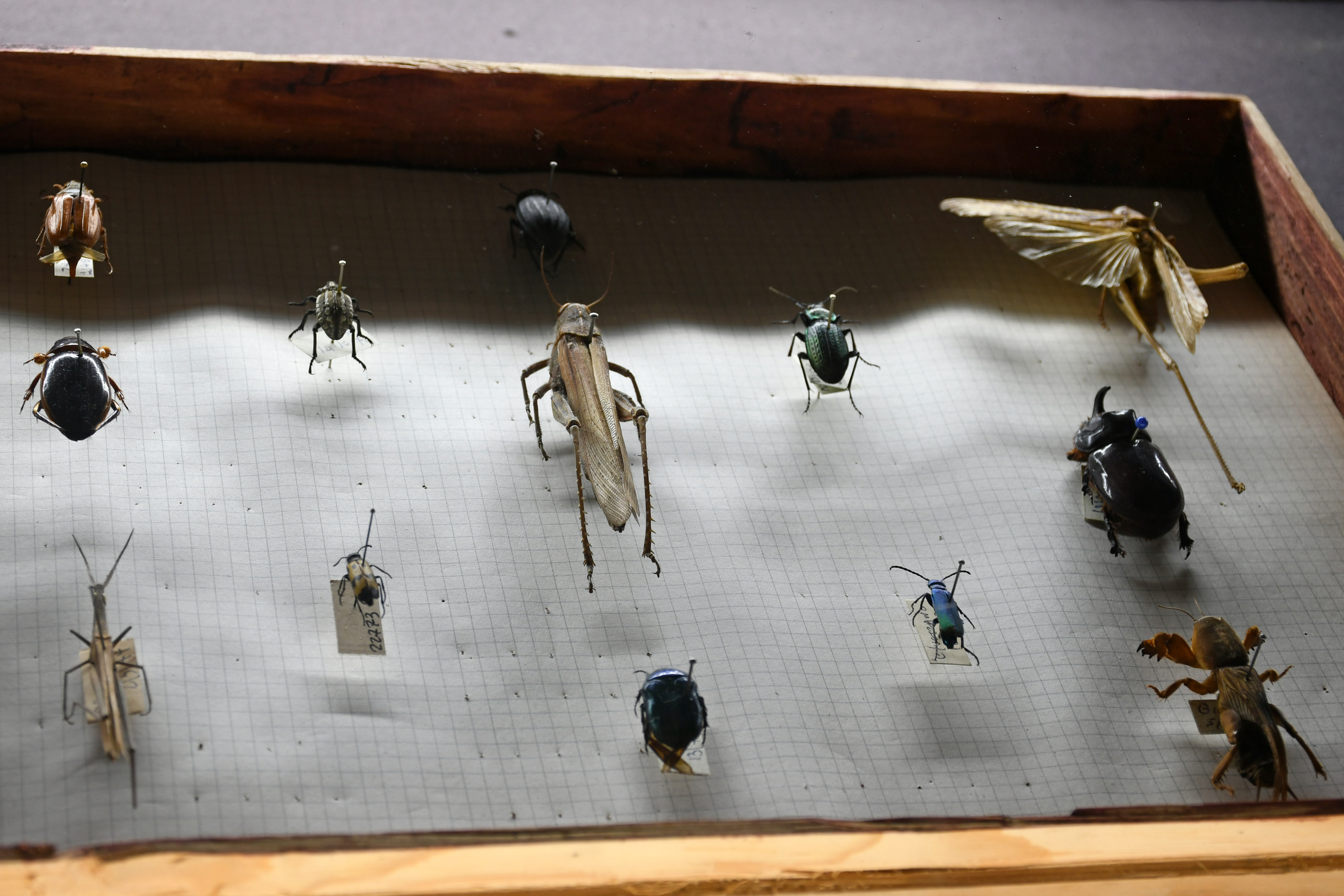
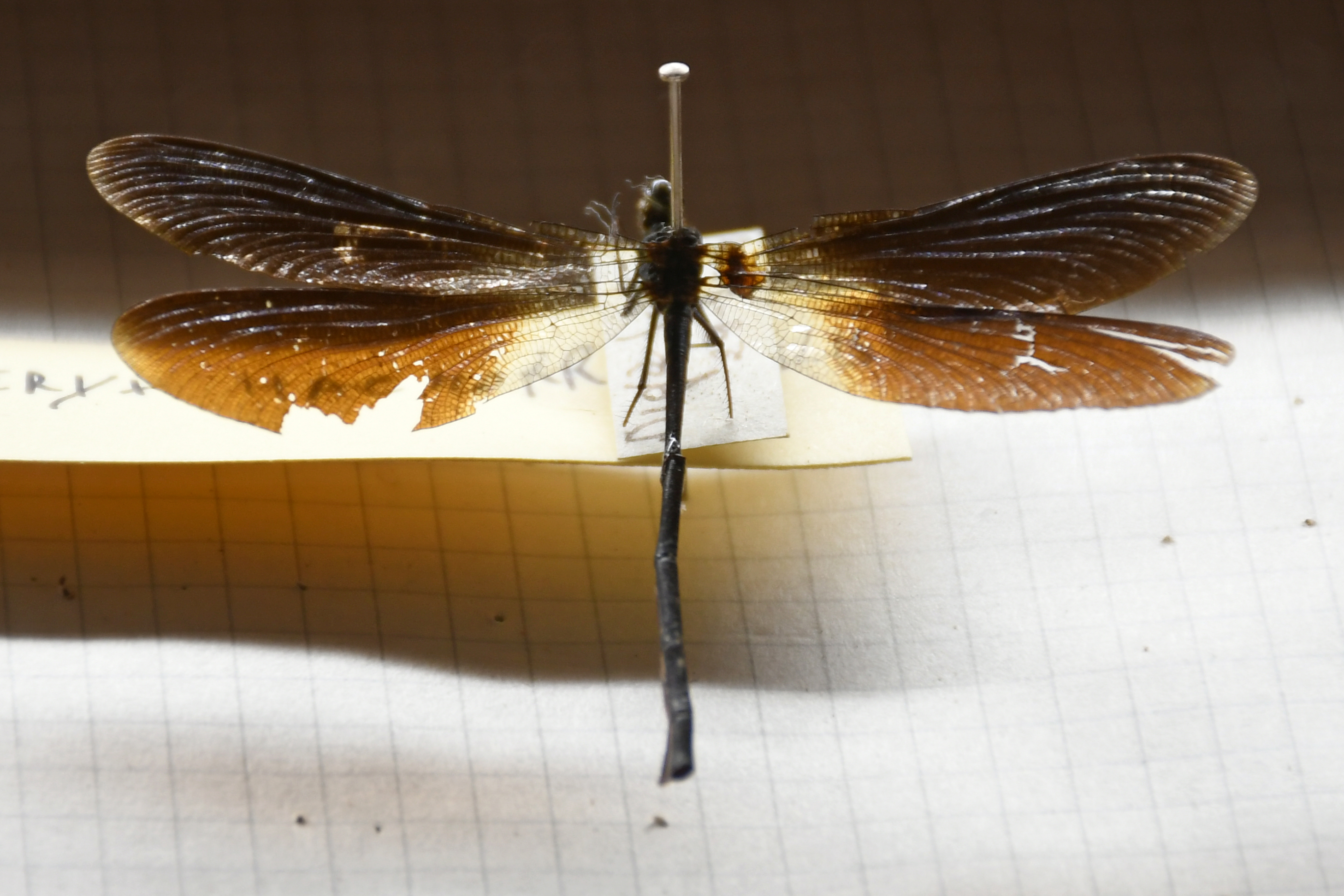
Splendente culviola

### Collezione mammologica
La collezione consta di 200 esemplari impagliati di mammiferi provenienti da diverse regioni europee, asiatiche, africane e americane. Di notevole interesse sono due (un cucciolo e un adulto) dei pochissimi esemplari ancora conservati nei Musei della popolazione siciliana di Lupo, estinto nell'isola intorno al 1935. Inoltre esiste una ricca collezione di piccoli mammiferi in alcool, riservata allo studio specialistico, tra cui sono presenti anche specie endemiche, come il Toporagno di Sicilia, che vive esclusivamente in Sicilia, alle Egadi, Ustica ed a Malta.

La collezione mammologica
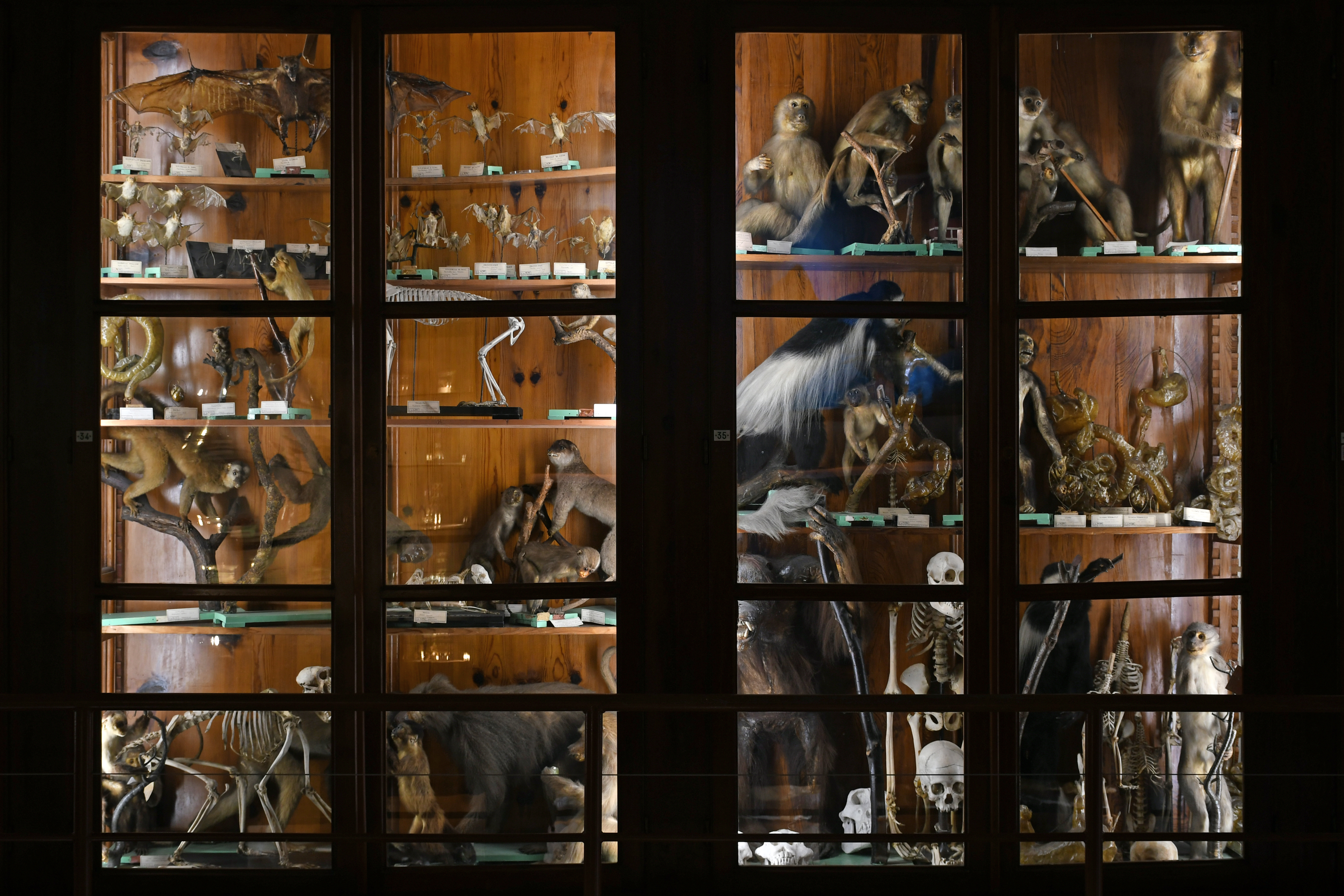
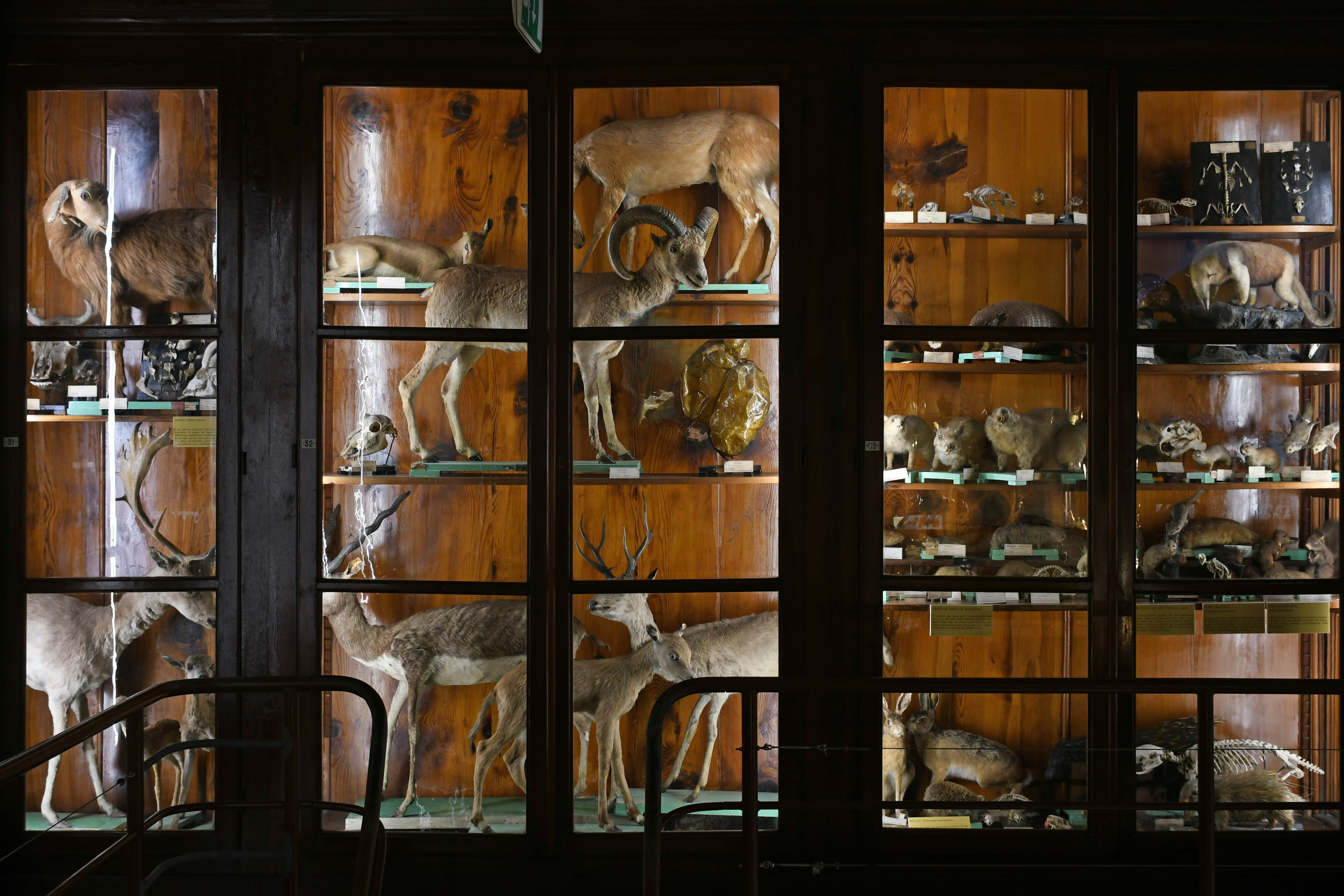
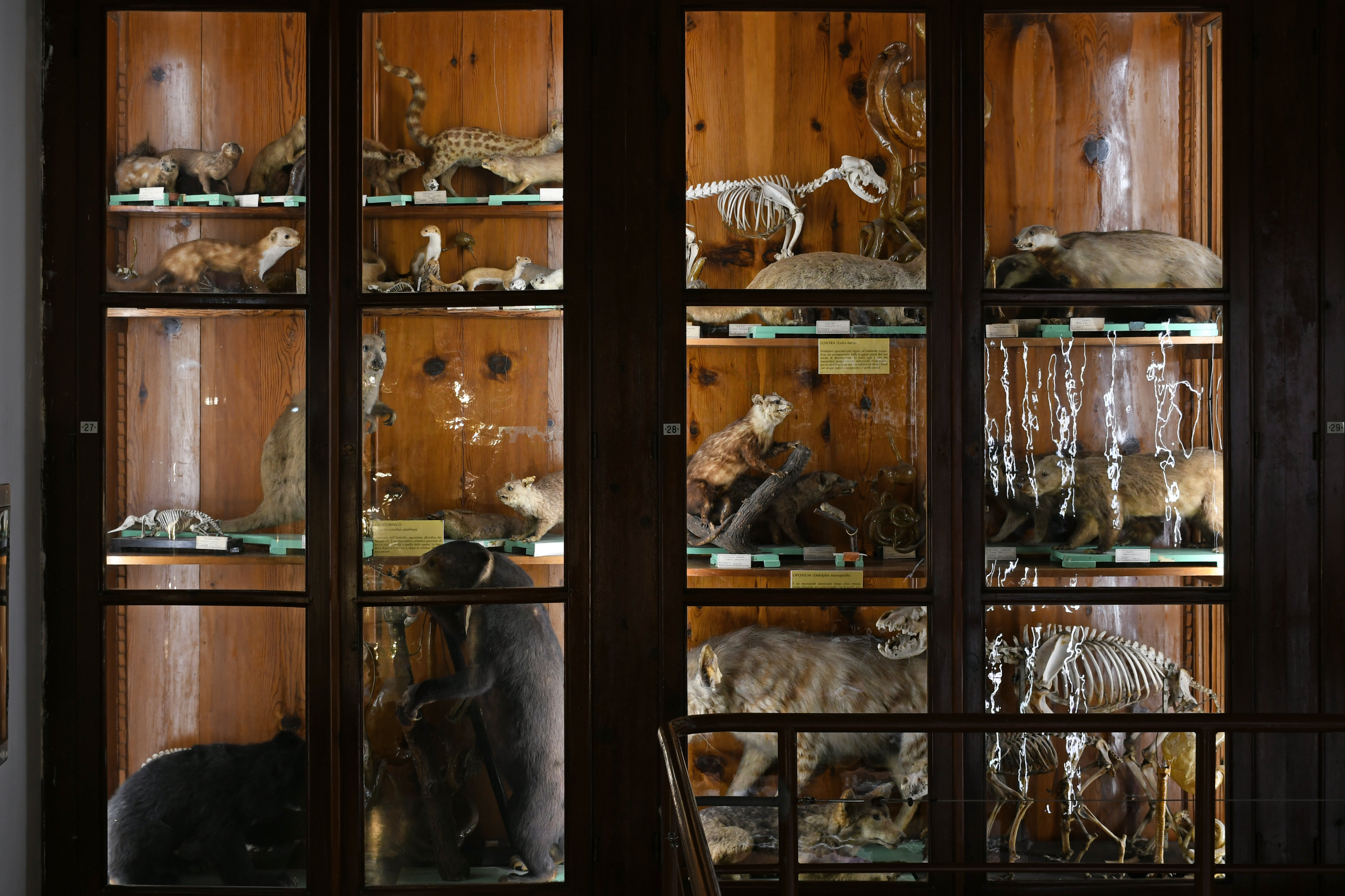
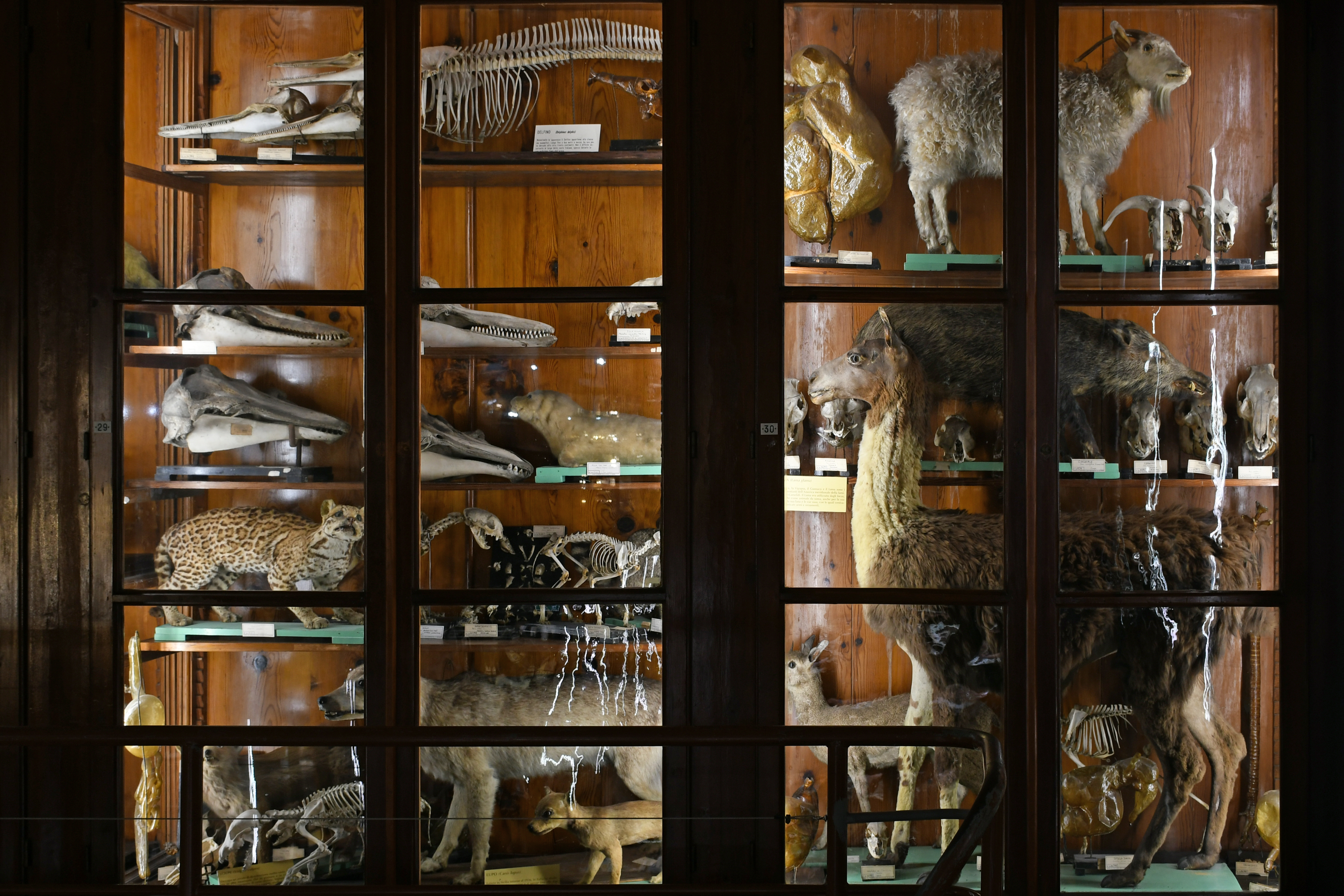
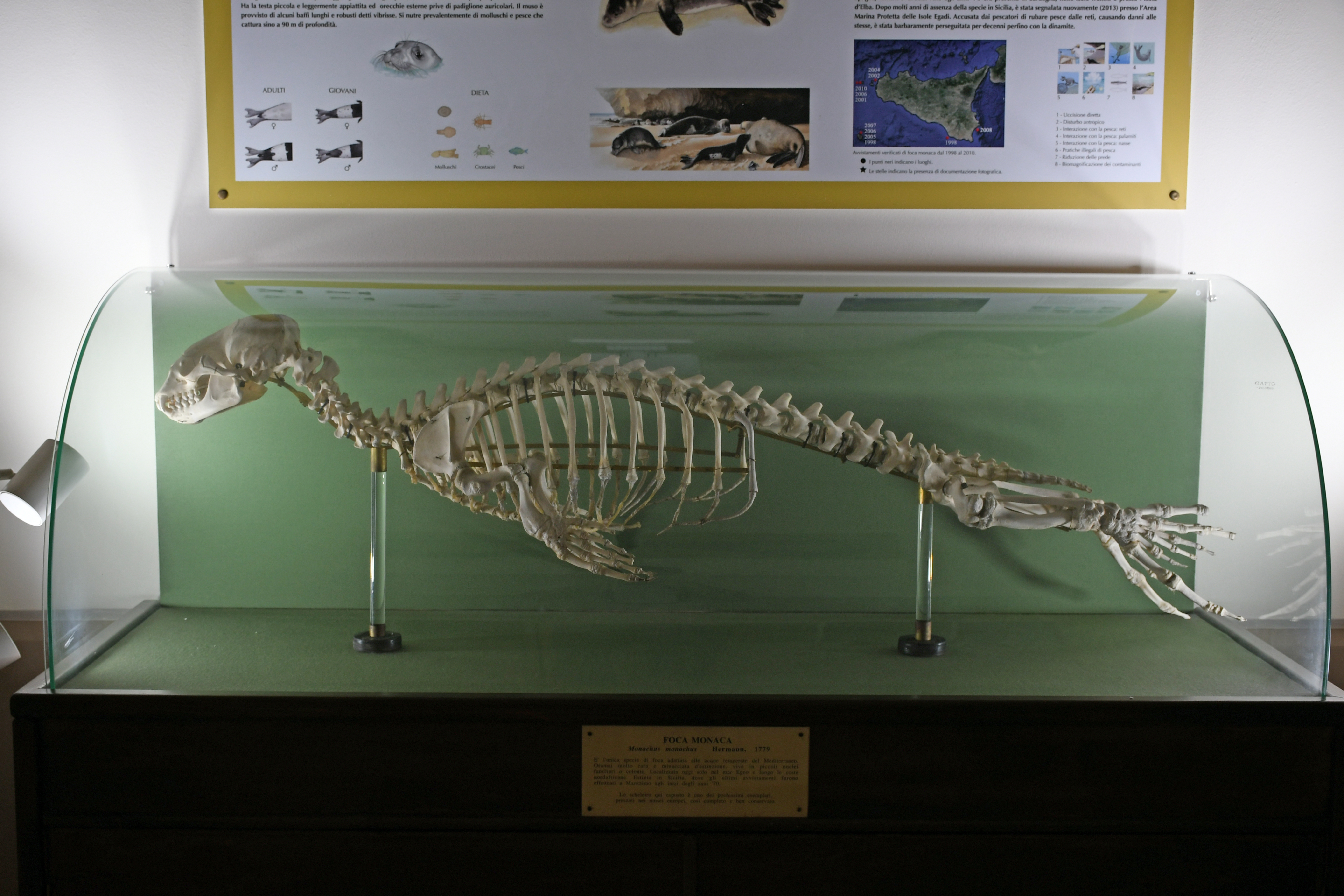
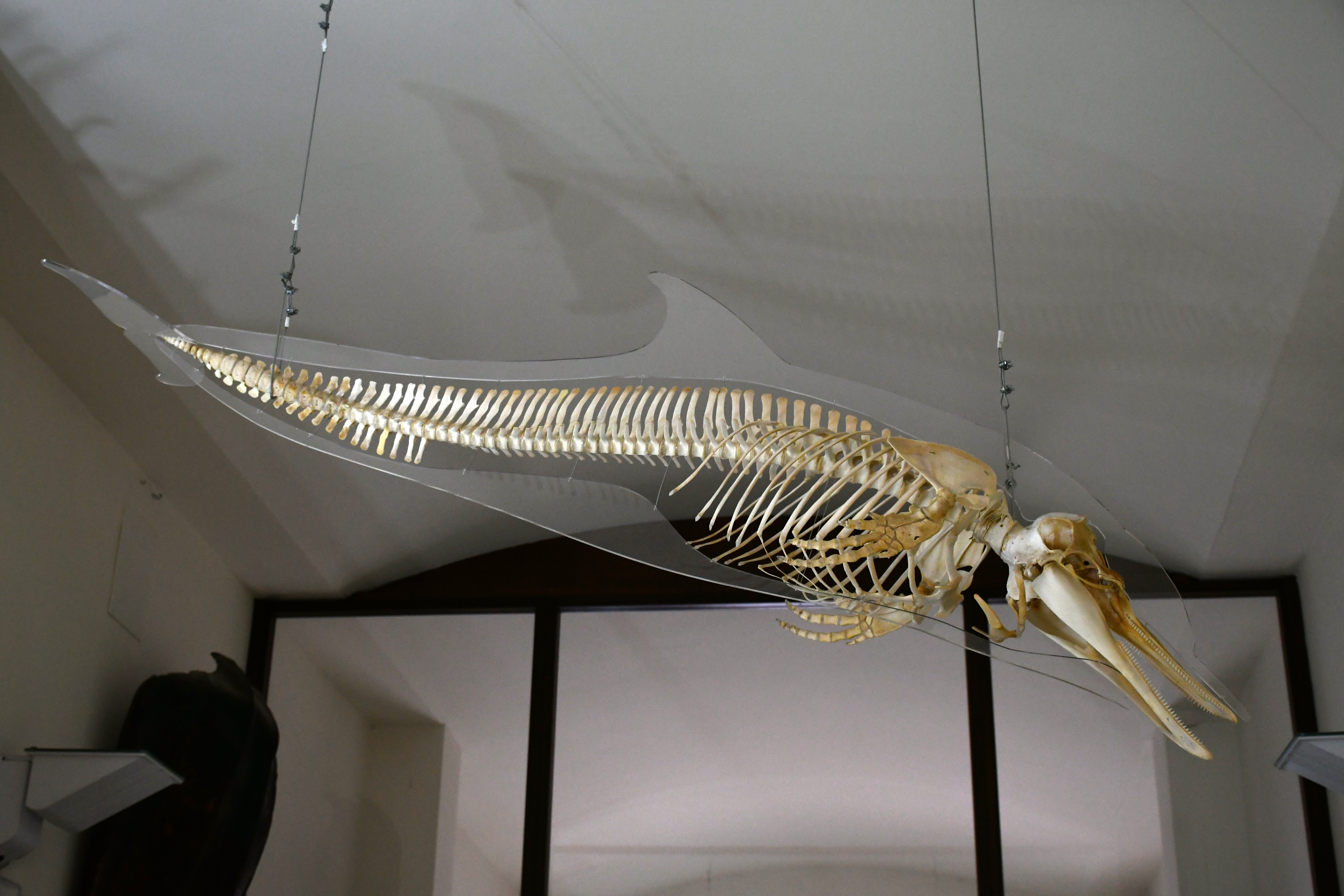